# Pronit
Zakłady Tworzyw Sztucznych „Pronit” (ZTS Pronit) – zlikwidowane zakłady chemiczne z siedzibą w Pionkach.
Zakłady Tworzyw Sztucznych „Pronit” w Pionkach wywodzą się z powstałej w 1922 roku Państwowej Wytwórni Prochu i Materiałów Kruszących (PWPiMK), ulokowanej w Puszczy Kozienickiej koło wsi Zagożdżon. Miejscowość przemianowano w 1932 roku na Pionki. Dzięki ulokowaniu PWPiMK wieś w ciągu kilkunastu lat przekształciła się w miasto (1954).

## Nazwy zakładu
- Państwowa Wytwórnia Prochu i Materiałów Kruszących w Pionkach (ówczesna nazwa Zagożdżon) (jesień 1922[1] – ?)
- Państwowa Wytwórnia Prochu w Pionkach (? – IX 1939)
- Pulverfabrik Pionki (1939 – 1945)
- Państwowa Wytwórnia Prochu (1945 – 1948)
- Wytwórnia Chemiczna nr 8 (1949 – 10 IX 1958)
- Zakłady Chemiczne „Pronit” (11 IX 1958 – 30 VI 1963)
- Zakłady Chemiczne „Pronit” im. Bohaterów Studzianek (1 VII 1963 – 1971)
- Zakłady Tworzyw Sztucznych „Pronit-Erg” im. Bohaterów Studzianek w Pionkach (1971 – 1977)
- Zakłady Tworzyw i Farb „Pronit” im. Bohaterów Studzianek w Pionkach (1977 – VII 1982)
- Zakłady Tworzyw „Pronit” im. Bohaterów Studzianek w Pionkach (VII 1982 – 1985)
- Zakłady Tworzyw Sztucznych „Pronit” im. Bohaterów Studzianek w Pionkach (1985 – 30 XI 1994)
- Zakłady Tworzyw Sztucznych „Pronit” S.A. w Pionkach (1 XII 1994 – 6 IX 2000).

Źródło 

## Historia
Historię Zakładów Tworzyw Sztucznych „Pronit” podano za: Marek Wierzbicki: Rozwój, funkcjonowanie i upadek Wytwórni Chemicznej nr 8 – Zakładów „Pronit” w latach 1945–2000. Brak numerów stron w książce 

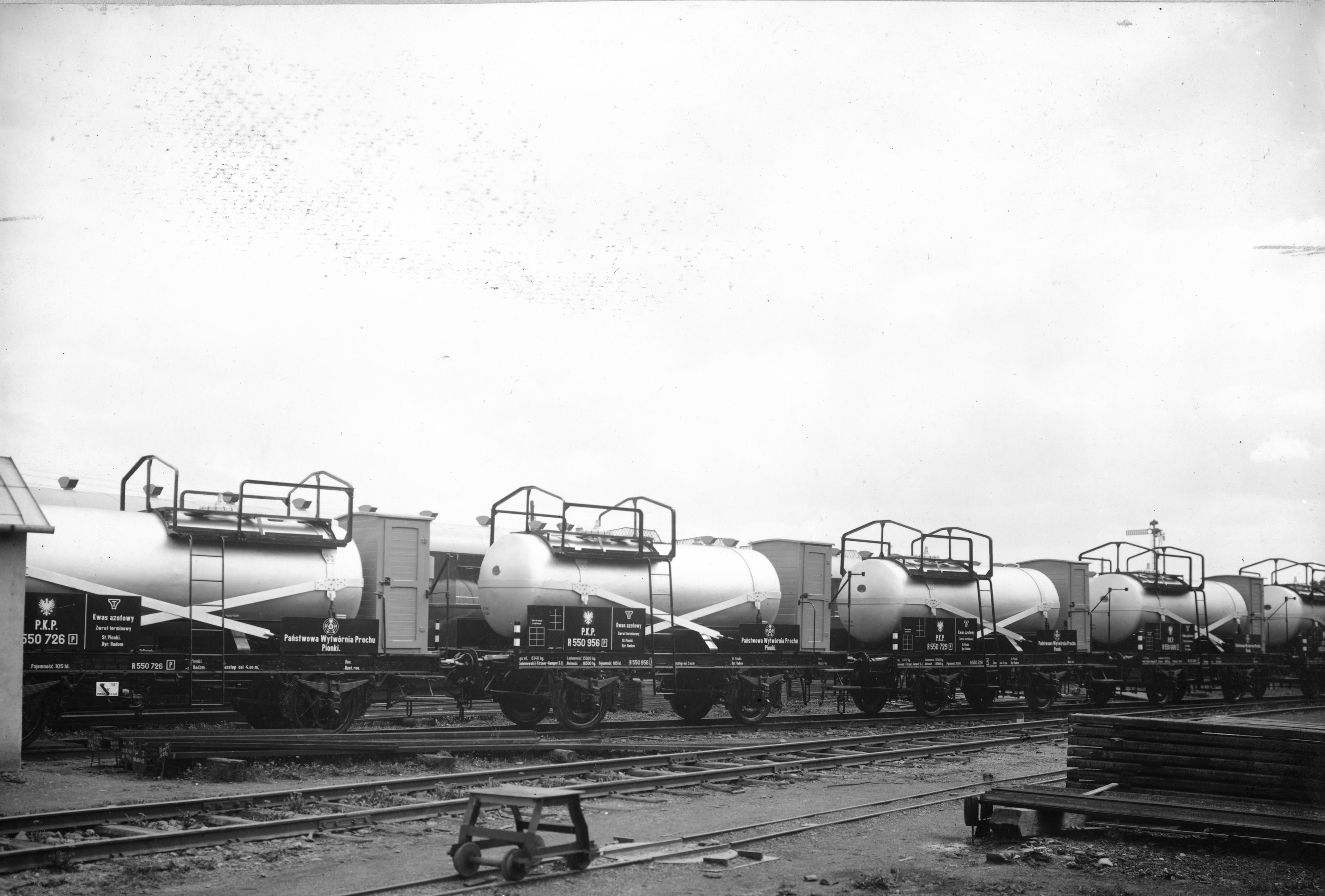
Wagony cysterny do przewozu stężonego kwasu azotowego wykonane przez Zjednoczone Fabryki Maszyn, Kotłów i Wagonów L. Zieleniewski i Fitzner-Gamper S.A. w Sanoku dla Państwowej Wytwórni Prochu w Pionkach (1932–1939)

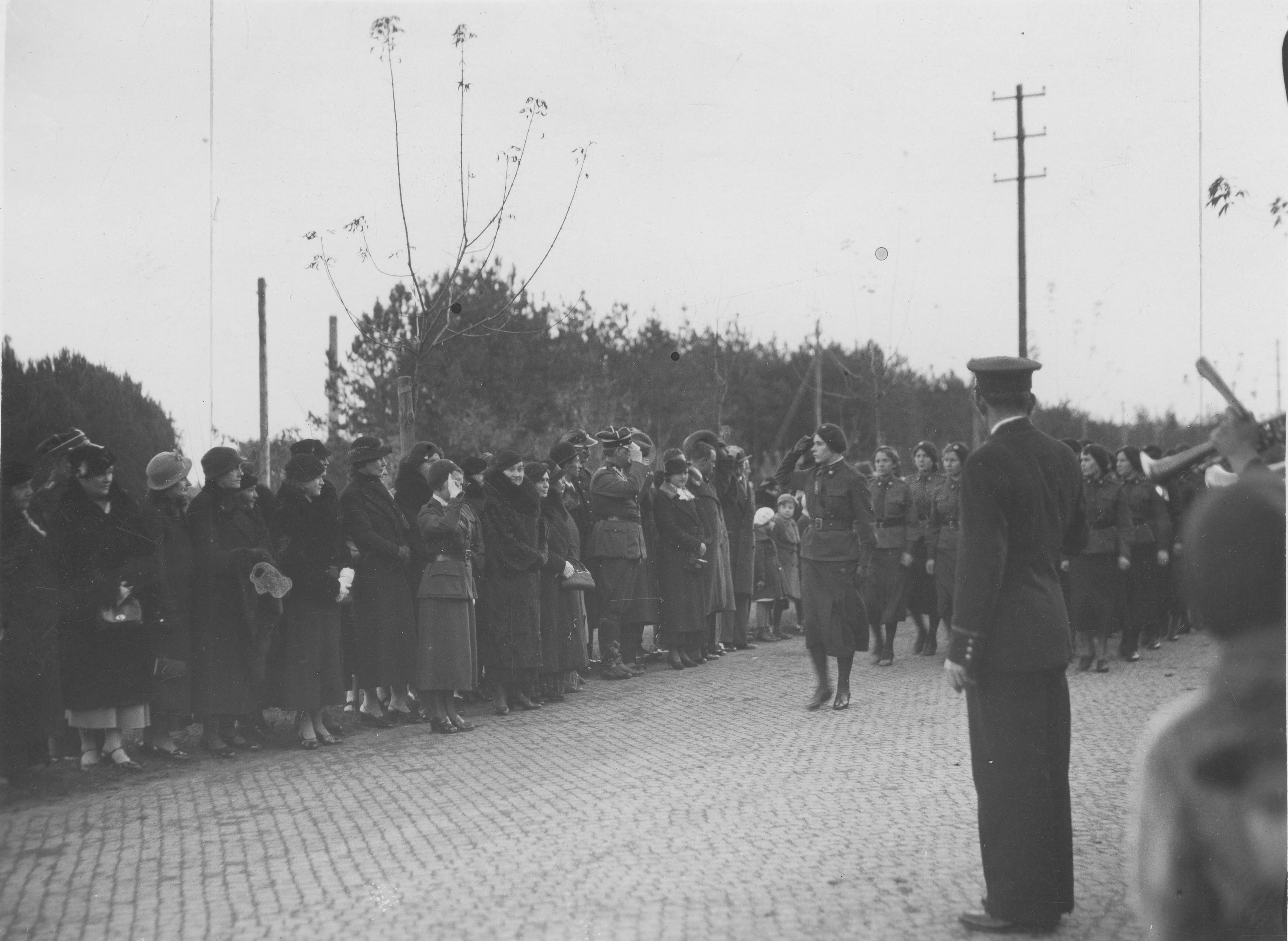
Defilada z okazji uroczystego otwarcia świetlicy Przysposobienia Wojskowego Kobiet na terenie Państwowej Wytwórni Prochu (1934)

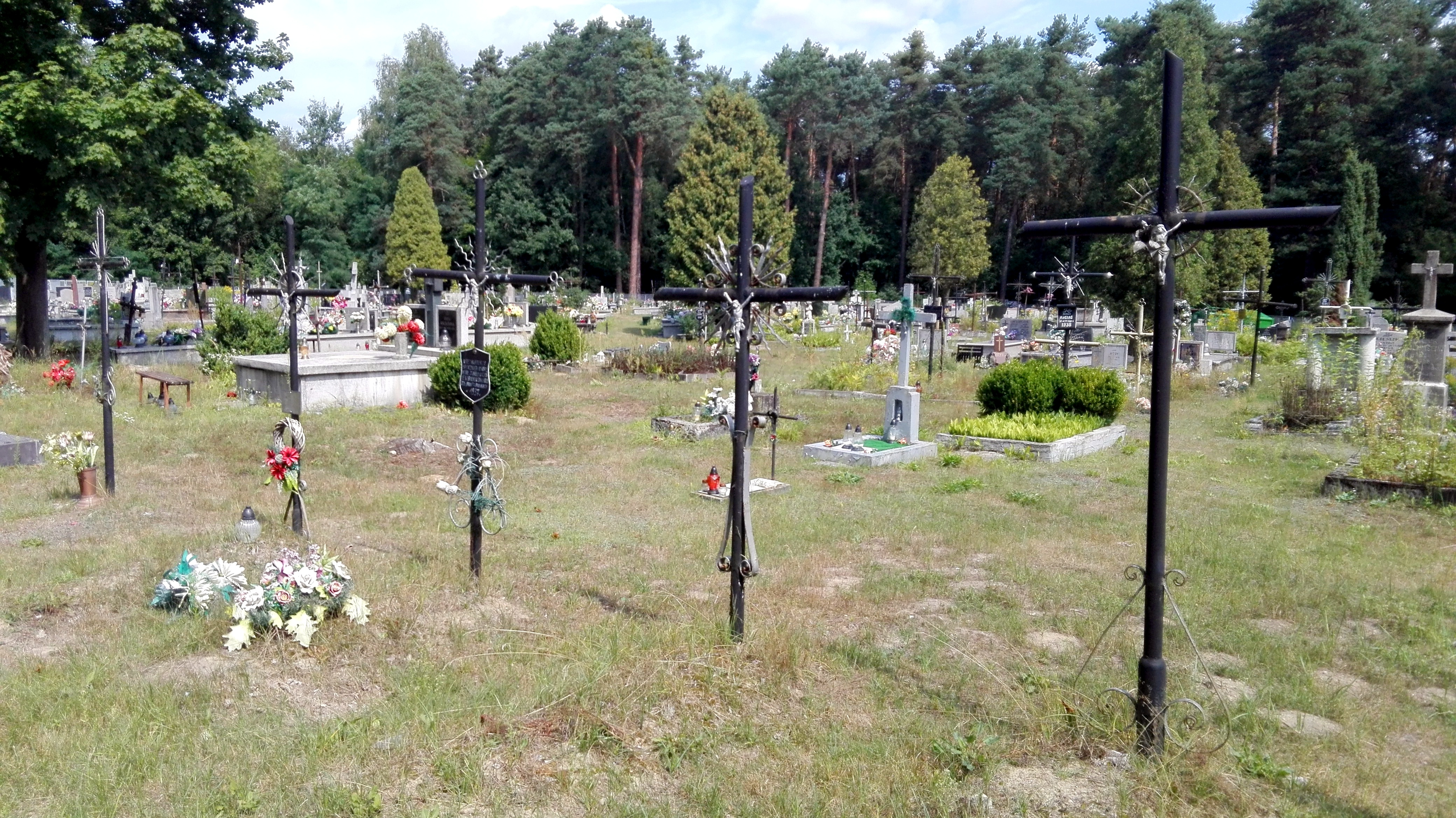
Kwatera osób które zginęły podczas wybuchu 3.03.1937 na wydziale sortowni prochu PWP – Cmentarz Stary przy ul Polnej w Pionkach (sierpień 2019)

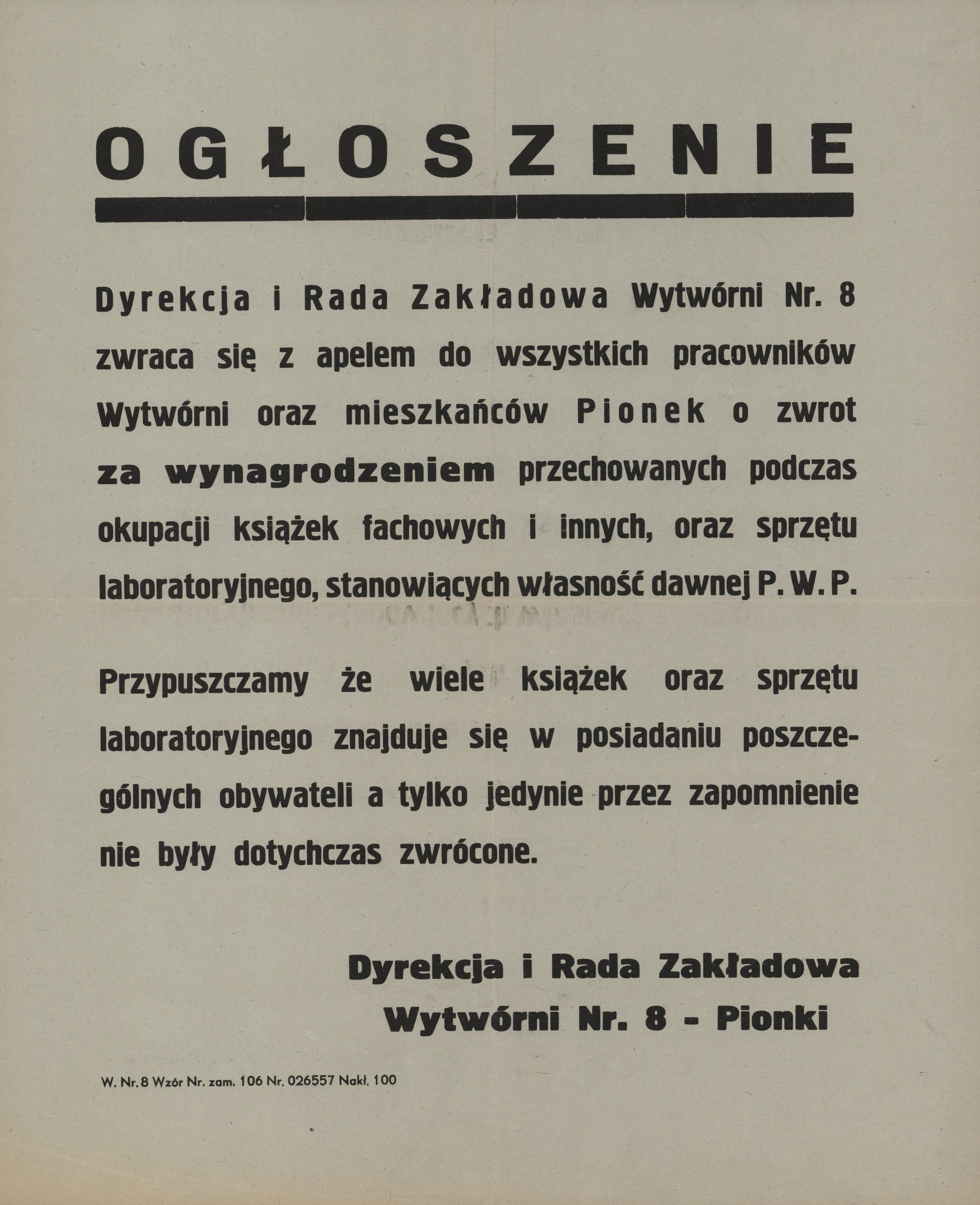
Apel Dyrekcji i Rady Zakładowej Wytwórni Nr 8 w Pionkach do ludności i pracowników wytwórni w sprawie zwrotu przechowywanych podczas okupacji książek fachowych i sprzętu laboratoryjnego. (1949–1950)

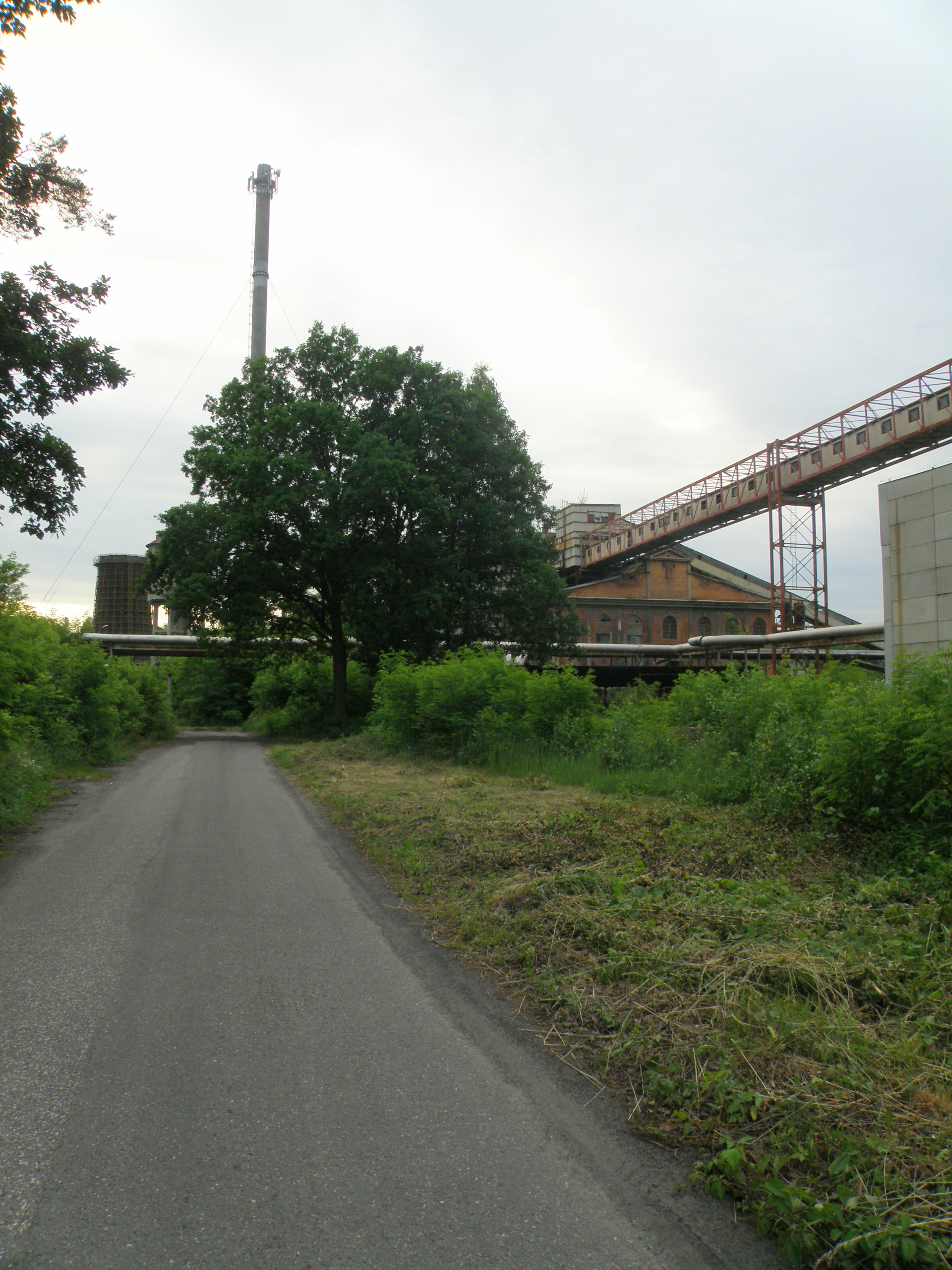
Elektrociepłownia – opuszczona część zakładów (czerwiec 2011)

Do początku II wojny światowej Państwowa Wytwórnia Prochu produkowała głównie materiały wybuchowe na potrzeby Wojska Polskiego. Lokalizacja wytwórni pośród lasów i mokradeł Puszczy Kozienickiej z dala od większych osad ludzkich sprzyjała zachowaniu tajemnicy produkcji i utrudniała penetrację przez obce wywiady.
W PWP w poszczególnych wydziałach uruchomiono laboratoria produkcyjne oraz rozwinęto Centralne Laboratorium Badawcze i urządzono Strzelnicę Balistyczną. W latach 1933–1934 uruchomiono Fabrykę Ferromitu, służącego do spawania szyn oraz oddział celuloidu (Fabryka Mas Plastycznych). Od 1 stycznia 1934 roku wytwórnia zaopatrywała Wojsko Polskie również w szczoteczki do zębów, sprzedawane w cenie 25 groszy za sztukę. W 1937 roku została uruchomiona, jako oddział filialny PWP w Pionkach, Fabryka Celulozy w Niedomicach, produkująca wysokogatunkową [[[celuloza|celulozę]] drzewną do wyrobu nitrocelulozy. W 1935 roku PWP przejęła i w ciągu roku unowocześniła kielecką wytwórnię dymiącego kwasu siarkowego, tzw. oleum, używanego do wyrobu bawełny strzelniczej i trotylu. 3 marca 1937 roku w wydziale sortowni prochu PWP wybuchł pył. Zmarło wówczas 18 ciężko poparzonych młodych kobiet. W latach 1937–1939 wybudowany został oddział filialny – Państwowa Wytwórnia Prochu w Krajowicach.
Od 1 kwietnia 1927 roku do wybuchu II wojny światowej w 1939 funkcję naczelnego dyrektora pełnił Jan Prot, a dyrektorem technicznym był Stanisław Dunin-Markiewicz.
Podczas wojny wytwórnię przejęli hitlerowcy i wznowili produkcję prochów na potrzeby armii niemieckiej, przymusowo zatrudniając mieszkańców miasta oraz okolic. W 1944 roku okupanci ewakuowali wytwórnię, wywożąc z niej do Niemiec większość maszyn i urządzeń.
Po wyzwoleniu Pionek 15 stycznia 1945 roku, wznowiono produkcję w Państwowej Wytwórni Prochu i do końca 1945 roku wyprodukowano 10 ton ferromitów i 100 tys. sztuk amunicji myśliwskiej. Uruchomiono także jeden turbozespół elektrowni. W 1946 roku nastąpiła rewindykacja maszyn i urządzeń z miasta Glöwen w Niemczech. Zespół złożony z dawnych pracowników wytwórni (Adolf Misiuna, Józef Kamiński, Roman Buczek, Antoni Kuty, Józef Mika, Józef Zawada, Jan Sarnecki, Ignacy Benderz, Zygmunt Kudelski, Antoni Czajkowski, Zenon Baran, Stanisław Golbert, Jan Górniak, Stanisław Warta, Antoni Komorek i Karol Białek)  przy pomocy Biura Rewindykacji i Odszkodowań Wojennych w Berlinie sprowadził z powrotem maszyny i urządzenia wywiezione przez Niemców pod koniec wojny. W lutym 1947 roku jako pierwszy uruchomiono Wydział Bawełny Strzelniczej, gdzie produkowano bawełnę kolodionową (ok. 60 t) i przeprowadzano próby z bawełną lakierową. Następnie pracę wznowił Wydział Mas Plastycznych, który do końca roku wyprodukował ok. 500 kg celuloidu. Po nim uruchomiono produkcję prochów: myśliwskiego, rewolwerowego, sportowego i ćwiczebnego prowadzoną na Wydziale Prochu Bezdymnego.
W 1948 roku w PWP funkcjonowało 8 wydziałów:
1. Rejon Centralny grupujący dyrekcję, biura, warsztaty mechaniczne, dział budowlany, tartak i elektrownię (kierownik Józef Kamiński)
2. Prochów Bezdymnych (kierownik Piotr Mitan)
3. Bawełny Strzelniczej (kierownik Władysław Majewski)
4. Mas Plastycznych (kierownik Adolf Misiuna)
5. Ferromitów, gdzie produkowano ferromit używany do spawania szyn i do bomb zapalających (kierownik Alojzy Postulko)
6. Tartak pracujący na potrzeby fabryki (kierownik Franciszek Surma)
7. Stacja Balistyczna prowadząca eksperymenty z nowymi materiałami wybuchowymi i wykonująca analizy kontrolne dla potrzeb produkcji (kierownik Feliks Wojtaś)
8. Fabryka Amunicji Myśliwskiej (FAM) (kierownik Bolesław Komorowski).

Poza tym na terenie zakładu znajdowały się trzy wydziały nieczynne:
1. Wydział Czarnego Prochu
2. Wydział Nitrogliceryny
3. Wydział Krusz–Dunit.

Pionkowski zakład włączono wówczas do przedsiębiorstwa „Zjednoczone Zakłady Przemysłu Materiałów Wybuchowych”, podlegającego Centralnemu Zarządowi Przemysłu Chemicznego z siedzibą w Gliwicach. W latach 1950–1953 w strukturze organizacyjnej zakładu odbudowano Wydział Prochu Czarnego, rozbudowano Wydział FAM i zbudowano nowy wydział pod nazwą „woreczkowanie prochów”, wytwarzającego ładunki prochowe do pocisków artyleryjskich i innych (późniejszy wydział „H”).
Struktura organizacyjna zakładu w 1954 roku:
1. Dyrekcja wraz podległymi biurami (Biuro Techniczne, Wydział Kadr, Planowania, Finansowy, BHP, DKT [kontroli technicznej – red.], Zaopatrzenia, Zbytu, Kancelaria Tajna, Główny Technolog).
2. Wydział Bawełny Strzelniczej
3. Wydział Nitrogliceryny (C)
4. Wydział TB 1 (prochów nitrocelulozowych)
5. Wydział TB 2 (prochów nitroglicerynowych)
6. Wydział TB 3 (produkcja eteru do prochów)
7. Wydział Woreczkowania Prochów (TW-H – produkcja „S”)
8. Wydział FAM (amunicja myśliwska)
9. Wydział Prochu Czarnego (K)
10. Wydział Plast (B – celuloid i lakiery)
11. Stacja Badań Balistycznych (SBB)
12. Wydział F (elektrownia i służby elektryków)
13. Wydział F2 (Mechaniczny – remonty i konserwacja maszyn oraz narzędzi)
14. Samodzielny Oddział Wykonawstwa Inwestycji (SOWI)
15. Wydział Remontowo-Budowlany
16. Wydział Transportu (kolejowego i kołowego)
17. Laboratorium Centralne
18. Magazyny i Silosy.

W 1956 roku uruchomiono wytwarzanie nowych wyrobów, np. kleju nitrocelulozowego (1956 r. – 140 t), bielizny (w 1956 r. uszyto 150 tys. szt.), płyt gramofonowych (1 tys. miesięcznie – 1957 r.), octanu etylu (140 t rocznie), w 1958 r. skóry twardej podeszwowej – sztucznej (1 tys. t rocznie), lalek celuloidowych (50 t/r), nitropigmentów (30 t/r). W 1959 roku tłoczywa melaminowe (600 t/r) i kleje kauczukowe, zaś w roku następnym eter do narkozy (110 t/r).
1 kwietnia 1959 roku na bazie Samodzielnego Oddziału Wykonawstwa Inwestycyjnego (SOWI) przy Zakładach Chemicznych „Pronit” powstało Przedsiębiorstwo Montażowe „Montoerg” w Pionkach.
W 1959 roku przy „Pronicie” utworzono szkołę przyzakładową szkolącą: tokarzy, frezerów i ślusarzy-mechaników.
W latach 1961–1970 utworzono nowe wydziały produkcyjne. W 1964 roku oddano do użytku wydział Z, produkujący materiały wybuchowe saletrzano-amonowe dla potrzeb górnictwa o zdolności produkcyjnej 15 tys. t rocznie. W 1962 roku powstał oddział zamiejscowy w Łaskarzewie (przetwórstwo tworzyw sztucznych), w 1964 roku przekazany Warszawskim Zakładom Tworzyw Sztucznych. Równocześnie uruchamiano kolejne produkcje wyrobów chemicznych: styropianu (1963 r. o zdolności rocznej 25,7 tys. m³), polwinitów, butanolu z octanem (1962 r.) – zdolność produkcyjna średnio 700 t/r, glikocelu BW.W.S. – 1000 t/r, stabilizatora AR – 490 t/r, nitropolitury – 280 t/r, linociasta – 1500 t/r, okładzin hamulcowych – 275 t/r, polwiplastów – 550 t/r., granulatów dla obuwnictwa (1967 r.) – 319 t/r, polofenu (1967 r.) – 1618 t/r, polomeli ME A3, KoSk, S (1967 r.) – 126 t/r, plastyfikatów /30%, 40%/ (1967r.) – 420 t/r.
W drugiej połowie lat sześćdziesiątych na Wydziale „H” wprowadzono dwa nowe wyroby dla potrzeb wojska: „Pelikan” (ładunek wydłużony do rozminowywania pól minowych) oraz „Walizka” (miniaturowa wyrzutnia rakietowa). W 1968 roku zakończono wytwarzanie skóry sztucznej twardej i podeszwowej, natomiast rozpoczęto produkcję dekaliny (wyprodukowano 150 t) oraz hydrolaku (wyprodukowano 75 t). W 1969 roku podjęto wytwarzanie klejów topliwych dla meblarstwa (21,7 t) i granulatów obuwniczych przeciwdeszczowych (169,3 t). W 1970 roku wyprodukowano 15 t pigmentplastu TG-15 oraz 1,7 t sklejki brokatowej ekstra, a także 1284 t amonitu 11 i 108 t amonitu GS.
W 1967 roku przy „Pronicie” w powstał Zakład Doświadczalny Budowy Aparatury Naukowo-Badawczej „Dozachem”.
W 1972 roku „Pronit” odkupił licencję na produkcję sztucznej skóry (określanej mianem „polcorfamu”) wraz z całą fabryką od amerykańskiego koncernu DuPont i rozpoczęto jej uruchamianie w Wytwórni Skóry Syntetycznej w Pionkach przez angielskie przedsiębiorstwo „Petracarbon”. 1 lipca 1974 roku ruszyła produkcja skóry syntetycznej w Pionkach.
W 1974 roku powstał Ośrodek Badawczo-Rozwojowy Tworzyw Skóropodobnych Porometrycznych. Ośrodek podlegał nadzorowi dyrektora naczelnego „Pronitu”. 18 lutego 1972 roku powołano Zakładowy Ośrodek Informatyki przy ZTS „Pronit-Erg”, który zajmował się wdrażaniem i rozwijaniem elektronicznej techniki obliczeniowej w zakresie przetwarzania informacji dla macierzystego zakładu i innych jednostek branży ekonomicznej na terenie województwa radomskiego. 30 grudnia 1976 roku Ministerstwo Przemysłu Chemicznego zadecydowało o połączeniu ZTS „Pronit-Erg” z Radomską Fabryka Farb i Lakierów „Polifarb”. Na początku lat osiemdziesiątych z Zakładów „Pronit” wyodrębnił się Zakład „Dozachem”. Do ostatecznego rozdzielenia przedsiębiorstw doszło w lipcu 1982 roku. W tym czasie usamodzielnił się i oddzielił od „Pronitu” zakład zamiejscowy w Radomiu (dawna Radomska Fabryka Farb i Lakierów). 9 czerwca 1982 roku pionkowski zakład uzyskał status przedsiębiorstwa przemysłu obronnego i wszedł w skład Zrzeszenia przedsiębiorstw przemysłu obronnego i tworzyw sztucznych „Erg” w Gliwicach”. Realizował też inwestycje i plany gospodarcze przemysłu obronnego o charakterze centralnym. W 1984 roku został zlikwidowany Ośrodek Badawczo-Rozwojowy Tworzyw Skóropodobnych Poromerycznych. W 1985 roku uruchomiono odwadnianie nitrocelulozy metodą ciągłą. Unowocześniono produkcję ładunku „Pelikan” (1981 r.). Wprowadzono też ładunek miotający „Jaguar” 125 mm do armaty D-81 z łuską spalającą się (1988 r.), „Jersey” (ładunek miotający 122 mm do haubicy wz. 38). Realizowano również inwestycję „Orzech” (proch kulkowy), która nie doczekała się uruchomienia, choć pochłonęła duże środki. W początkach 1992 roku z „Pronitu” wyodrębniono trzy wydziały, które przekształcono w spółki z ograniczoną odpowiedzialnością: Wydział PL („Fam-Simadex”), oddział polwiplastów („Polplast”) i klejów („Pronicel”).
1 grudnia 1994 roku nastąpiło przekształcenie Zakładów „Pronit” w spółkę skarbu państwa, w której 100% udział posiadał skarb państwa. W 1994 roku zakład produkował: nitrocelulozę, kleje emulsyjne, kleje rozpuszczalnikowe, roztwory nitrocelulozy, proch myśliwski nitrocelulozowy, górnicze materiały wybuchowe, tłoczywa melaminowe, etery (techniczny, leczniczy, narkozowy), wyroby w ramach produkcji „S”. Kilka lat wcześniej z katalogu wyrobów zniknęły m.in. płyty gramofonowe (1990), styropian czy niektóre związki chemiczne. W latach 90. XX wieku zakład pozbył się balastu działalności nieprodukcyjnej i przekazał budynki o charakterze komunalnym miastu Pionki. Do miasta trafił m.in. stadion, basen pływacki, przedszkole przy ul. Jordanowskiej, hotel „Moskwa” i żłobek przy ul. Kolejowej, budynek Straży Pożarnej wraz z gruntem, osiedla mieszkaniowe: Nowa, Centralna i Stara Kolonia wraz z infrastrukturą. Z zakładu odłączono też kilka wydziałów oraz instytucji, tworząc z nich spółki z ograniczoną odpowiedzialnością:
1. „AUTOELPRO” (wydział elektryczny)
2. „MECHANPRO” (wydział mechaniczny)
3. Hotel „OLIMPIC” (hotel „Chemik”)
4. OW „ADMIRAŁ” (ośrodek wypoczynkowy w Jastrzębiej Górze)
5. „GALWANPRO” (oddział galwanizacji)
6. „REMBUDPRO” (wydział budowlany)
7. „TRANSPRO” (wydział transportu)

Od 1991 roku z „Pronitu” wydzielono 11 spółek-córek z jego kapitałem.
W 2000 roku produkcja spółki koncentrowała się w pięciu podstawowych zakładach:
1. Zakład Produkcji Nitrocelulozy (PA)
2. Zakład Produkcji Niekatalogowej (PH)
3. Zakład Produktów Organicznych (PG)
4. Zakład Produkcji Klejów (PK)
5. Zakład Górniczych Środków Strzałowych (PZ)

Strukturę organizacyjną zakładu uzupełniały zakłady produkcji pomocniczej:
1. Zakład Produkcji i Dystrybucji Czynników Energetycznych (PC)
2. Wydział Gospodarczy (PO)
3. Wydział Prewencji, Ochrony Pracy i Środowiska (DS), jak również komórki obsługi działalności produkcyjnej.

W początkach 2000 roku spółka utraciła płynność finansową. Zarząd wystąpił do Wydziału V Gospodarczego Sądu Rejonowego w Radomiu z wnioskiem o ogłoszenie upadłości „Pronitu”. 6 września sąd podjął stosowną decyzję, która zakończyła istnienie zakładu. Miejsce prezesa zarządu zajął syndyk masy upadłościowej, powołany przez ten sąd do zaspokojenia roszczeń wierzycieli zakładu. W 2005 roku od syndyka masy upadłościowej Urząd Miasta Pionki odkupił majątek „ZTS Pronit”, pozostałe spółki upadły bądź nadal kontynuują produkcję.
Obecnie funkcjonujące zakłady (spółki wyodrębnione) z „Pronitu”:
- Grupa Pronicel S.A.[12]

- ZPS MESKO S.A. w Skarżysku-Kamiennej Oddział w Pionkach[13]
- Fabryka Amunicji Myśliwskiej „FAM-PIONKI” Sp. z o.o.[14]

## Nagrody i wyróżnienia ZTS „Pronit”
Zakład za swoje wyniki był wielokrotnie nagradzany i wyróżniany. W roku 1965 za zdobycie I miejsca we współzawodnictwie międzyzakładowym w zjednoczeniu otrzymał Sztandar Przechodni Ministra Przemysłu Chemicznego, a w 1975 roku „Pronit” odznaczony został Orderem Sztandaru Pracy I klasy. 13 lipca 1979 roku, w uznaniu zasług i osiągnięć zakładów „Pronit” i jego załogi Wojewódzka Rada Narodowa w Radomiu nadała zakładowi odznakę „Za Zasługi dla Województwa Radomskiego” .

## Dyrektorzy naczelni
- dr inż. Jan Prot (1 IV 1927 – IX 1939)
- inż. Stefan Raczyński (I 1945 – IV 1945)
- inż. Józef Pruszyński (IV 1945 – III 1946)
- inż. Jerzy Kiełczewski (III 1946 – ?)
- inż. Stanisław Makowski ( 1 VI 1950 – 1960)
- inż. Stanisław Michalik (1960 – ?)
- inż. Alfred Kucharski (1978 – I 1982)
- inż. Jerzy Boroch (I 1982 – początek 1990)
- mgr inż. Wiesław Kiepiel (23 II 1990 – 30 XI 1994)

prezesi zarządu
- mgr inż. Wiesław Kiepiel (1 XII 1994 – I półrocze 1998)
- mgr inż. Stanisław Libera (I półrocze 1998 – 7 VI 2000)
- mgr inż. Albin Wilk (8 VI 2000 – 6 IX 2000).

Źródło 

## Płyty winylowe
W zakładzie rozpoczęto produkcję polichlorku winylu oraz utworzono tłocznię płyt gramofonowych. W zakładach Pronit tłoczono płyty winylowe na zlecenie krajowych wydawnictw muzycznych:
- Tonpress KAW
- Wifon wyd. PRiTV
- Polton
- Veriton
- PWM Edition
- PolJazz PSJ
- Polskie Nagrania
- Savitor.

Przedsiębiorstwo wydawało również (choć stosunkowo rzadko) płyty pod własną marką „Pronit”; ich wydawaniem pierwotnie zajmowały się Polskie Nagrania, do których do dziś należą prawa do tej części katalogu (obecnie w ramach Warner Music Poland, współczesne reedycje nie zawierają oznaczeń Pronitu); były to przeważnie płyty z numerami katalogowymi zaczynającymi się literami L, XL, SXL i SX. Płyty z numerami katalogowymi zaczynającymi się literami SLP były wydawane przez Wifon i są dziś pod kontrolą Agencji Muzycznej Polskiego Radia S.A. Płyty z numerami katalogowymi zaczynającymi się literami PLP były samodzielnie wydawane przez Pronit; prawa do płyt polskich artystów przypadły później im samym lub innym wytwórniom (nie ma następcy oddziału nagraniowego Pronitu). Tłoczenie płyt gramofonowych kontynuowano do początku lat 90.

### Płyty winylowe L, XL, SXL, SX
Płyty wydane przez Polskie Nagrania.
- 0001 WOSPR dyr. Witold Rowicki: Ludwig van Beethoven VII Symfonia  1956 (XL)
- 0002 Państwowa Orkiestra Symfoniczna ZSRR: Piotr Czajkowski IV Symfonia (XL)
- 0003 WOSPR dyr. Witold Rowicki: Brahms I Symfonia (XL)
- 0004 Orkiestra Symfoniczna Filharmonii Narodowej dyr. Bohdan Wodiczko: Szostakowicz Symfonia nr 10 (XL)
- 0005 WOSPR dyr. Witold Rowicki: Czajkowski – V Symfonia (XL)
- 0006 Orkiestra Symfoniczna Filharmonii Narodowej dyr. Witold Rowicki: Karłowicz (XL)
- 0007 Orkiestra Symfoniczna Filharmonii Narodowej dyr. Witold Rowicki: Rimski-Korsakow – Szecherezada (XL)
- 0008 Państwowa Orkiestra Symfoniczna ZSRR: Uwertury i suity (XL)
- 0009 Chór i Orkiestra Symfoniczna Filharmonii Narodowej dyr. Bohdan Wodiczko: Bach, Mozart, Respighi (XL)
- 0010 Fu Cong: Chopin – Koncert e-moll (XL)
- 0011 Orkiestra Symfoniczna PR dyr.: Jan Krenz, Henryk Czyż: Weber, Dukas, Gershwin (XL)
- 0012 Tátrai Quartet: Haydn, Beethoven (XL)
- 0013 Tátrai Quartet: Kwartety smyczkowe (XL)
- 0014 Halina Czerny-Stefańska: Chopin – Recital fortepianowy (XL)
- 0015/8 różni wykonawcy: Moniuszko – Straszny dwór (XL)
- 0019/21 soliści, Orkiestra i Chór Opery Poznańskiej dyr. Walerian Bierdiajew: Stanisław Moniuszko – Halka (XL)
- 0161 różni wykonawcy: Z melodią i piosenką dookoła świata nr 1 (XL)
- 0174 różni wykonawcy: Z melodią i piosenką dookoła świata nr 2 (XL)
- 0175 różni wykonawcy: Z melodią i piosenką dookoła świata nr 3 (XL)
- 0195 różni wykonawcy: Z melodią i piosenką dookoła świata nr 4 (XL)
- 0197 różni wykonawcy: Słynne walce i tanga 1964 (SXL, SX)
- 0206 różni wykonawcy (V. Villas, M. Koterbska, K. Bovery, M. Wojnicki, I. Santor): Daj mi zachować wspomnienia (XL)
- 0244 różni wykonawcy: Rytmy Młodych (K.Sobczyk, K.Stanek, M.Kossowski) (XL)
- 0268 Irena Santor: Halo Warszawo! (XL)
- 0278 The London Beats (XL)
- 0319 różni wykonawcy: Popołudnie z młodością (XL)
- 0327 Tercet Egzotyczny: Tercet Egzotyczny 1966 (SXL)
- 0328 Violetta Villas: Violetta Villas śpiewa 1966 (SXL)
- 0331 Niebiesko-Czarni: Niebiesko-Czarni 1966 (SXL)
- 0332 Halina Kunicka: Halina Kunicka 1966 (SXL)
- 0344 Sława Przybylska: Ballady i piosenki (3) 1966 (XL, SXL)
- 0350 Czerwone Gitary: To właśnie my 1966 (XL, SXL)
- 0359 Tadeusz Woźniakowski: Tadeusz Woźniakowski 1967 (XL)
- 0370 różni wykonawcy: 1000 taktów młodości 1967 (XL)
- 0379 Joanna Rawik: Joanna Rawik 1966 (XL)
- 0393 Skaldowie: Skaldowie 1967 (XL, SXL)
- 0446 Jarema Stępowski: Księżyc frajer... (XL)

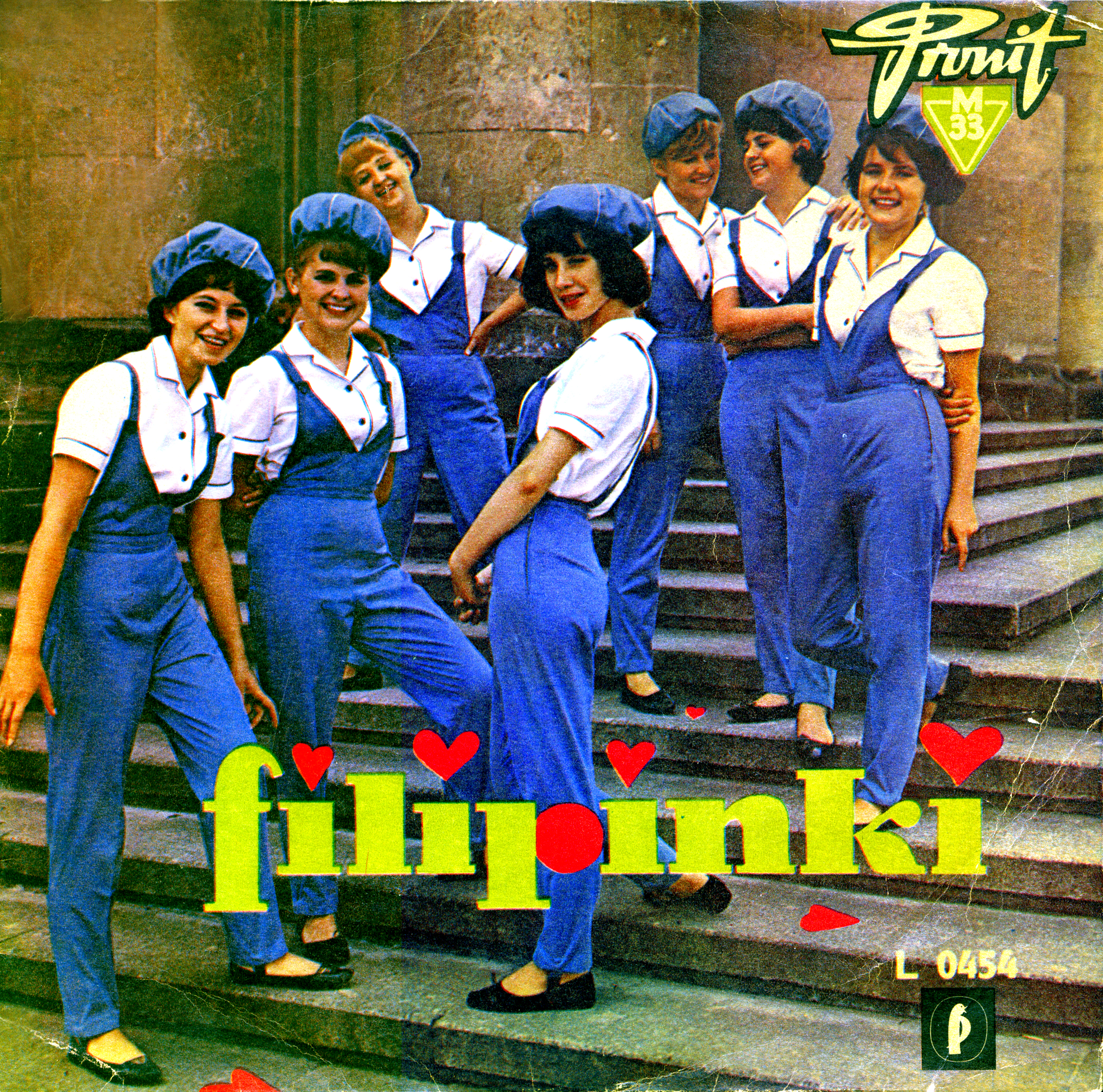
Okładka płyty winylowej zespołu Filipinki Rozśpiewani rówieśnicy

- 0454 Filipinki Rozśpiewani rówieśnicy (L)
- 0478 Skaldowie: Wszystko mi mówi, że mnie ktoś pokochał 1968 (XL, SXL)
- 0487 Sława Przybylska: Nie zakocham się 1968 (XL)
- 0491 Jacek Lech: Bądź dziewczyną moich marzeń 1970 (XL)
- 0493 No To Co: Nikifor 1969 (XL)
- 0529 Stan Borys i Bizony: To Ziemia 1969 (XL)
- 0531 Breakout: Na drugim brzegu tęczy 1969 (XL)
- 0532 Kazimierz Grześkowiak: Chłop żywemu 1969 (XL)
- 0538 Orkiestra Mandolinistów Edwarda Ciukszy: Orkiestra Mandolinistów Edwarda Ciukszy (SXL)
- 0594 Halina Kunicka: Orkiestry dęte 1970 (XL, SXL)
- 0605 Biały Kruk Czarnego Krążka: XII Sarah Vaughan 1975 (SX)
- 0637 Trubadurzy: Kochana 1970 (SX)
- 0646 Jarema Stępowski: Chłopak z Woli 1970 (SXL)
- 0647 Tercet Egzotyczny: La Cumparsita (XL)
- 0661 Orkiestra Jacka White’a: Opera hits 1970 (SXL)
- 0668 No To Co: Cztery pory Roku 1970 (XL, SXL)
- 0669 Urszula Sipińska: Urszula Sipińska 1971 (SXL)
- 0749 różni wykonawcy: Spacer brzegiem morza 1969 (SXL)
- 0753 różni wykonawcy: Spotkamy się w piosence (SXL)

- 0762 Chór Eryana (XL)

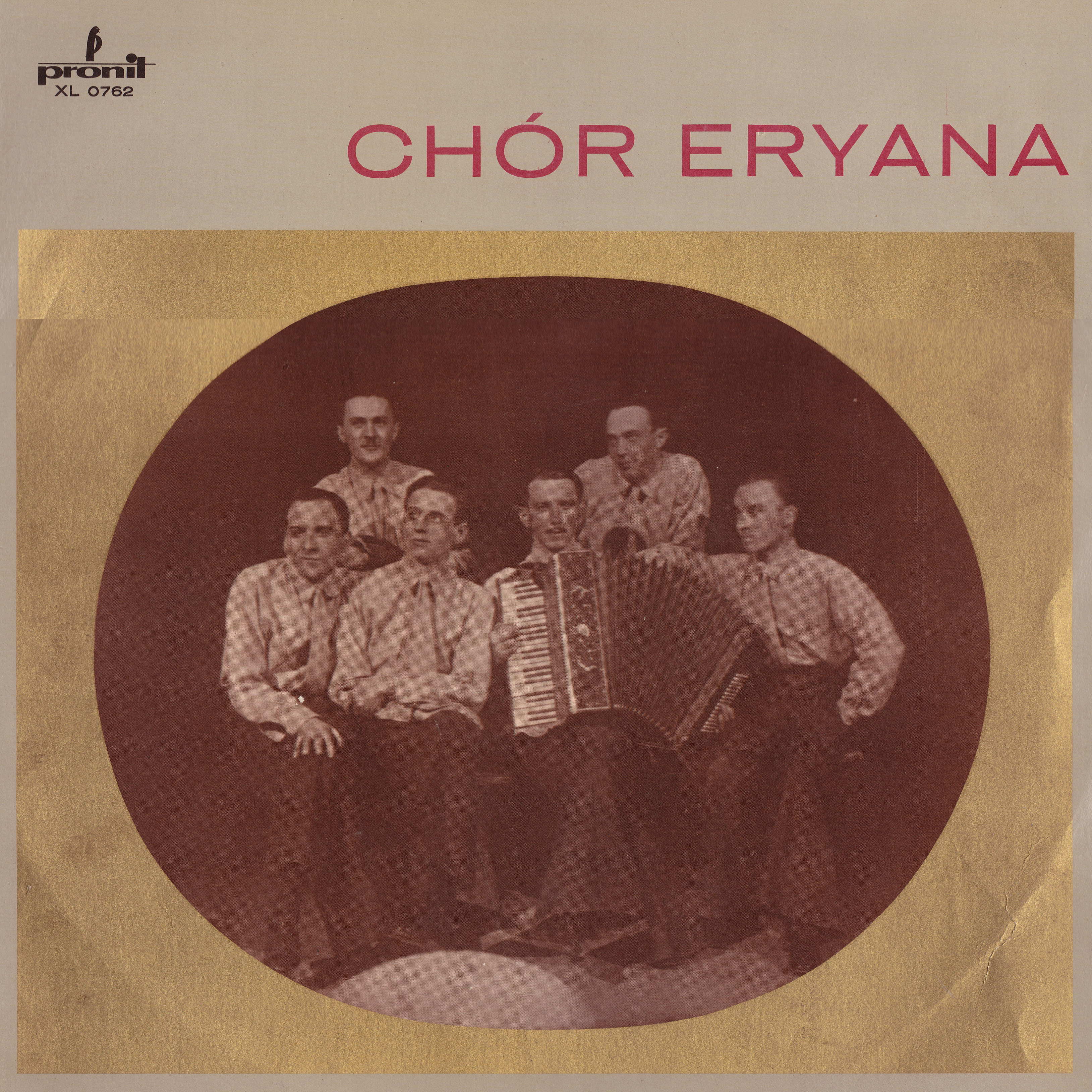
Okładka płyty winylowej zespołu Chór Eryana

- 0768 Andrzej Dąbrowski: Do zakochania jeden krok (XL)
- 0771 Christie: Christie (XL, SXL)
- 0772 James Royal: James Royal (SXL)
- 0779 Trzy Korony: Krzysztof Klenczon i Trzy Korony 1971 (SXL)
- 0782 Trubadurzy: Zaufaj sercu (XL)
- 0801 Piotr Figiel: Piotr 1971 (XL, SXL)
- 0853 różni wykonawcy: Tangos (SXL)
- 0854 Salut To Ray Connif (XL, SXL)
- 0860 Jukka Kuoppamäki: Take my heart (XL)
- 0869 Magda Umer: Magda Umer 1972 (SXL)
- 0871 Orkiestra Stanisława Gajdeczki: Ulubione tanga (SX)
- 0886 Hellen: W rytmie zorby (XL, SXL)
- 0946 Barbara Muszyńska: Ja śpiewam Piosenki (XL, SXL)
- 0960 Janusz Laskowski: Janusz Laskowski 1974 (XL)
- 0961 Tropicale Thaiti Granda Banda: Koty za płoty 1973 (XL, SXL)
- 0992 Trubadurzy: Będziesz Ty 1973 (SX)
- 0999 Sława Przybylska: Jak za dawnych lat (XL)
- 1011 Tadeusz Woźniakowski: Piosenki spod siodła 1970, 1973 (XL, SXL)
- 1038 Adam Zwierz: Adam Zwierz 1974 (SXL)[15]
- 1040 Ewa Śnieżanka: To nie był nasz ostatni walc 1974 (SXL)
- 1068 Liliana Urbańska: Liliana Urbańska 1974 (SXL)
- 1077 Marek Grechuta: Magia obłoków 1974 (SXL)
- 1082 Test: Test 1974 (SXL)
- 1084 Jacek Lech: Bądź szczęśliwa 1974 (SX)
- 1087 Stenia Kozłowska: Stenia 4 (SX)
- 1088 Edwin Kowalik: Piano favorite (SXL)
- 1090 Irena Jarocka: W cieniu dobrego drzewa 1974 (SXL)
- 1091 Krystyna Prońko: Krystyna Prońko 1975
- 1097 Henri Seroka: Henri Seroka (SXL)
- 1099 Maryla Rodowicz: Rok 1974 (SXL)
- 1151 Penderecki Krzysztof Cantata in honorem Almae Matris Universitatis Iagellonicae sescentos abhinc annos fundatae: na 2 chóry z orkiestrą/Orkiestra i Chór Państwowej Filharmonii im. K. Szymanowskiego w Krakowie; Jerzy Katlewicz, dyr. https://chopin.edu.pl/wp-content/uploads/fonoteka/old3/Plyty_analogowe_Muzyka_polska_UMFC.pdf(SX)https://chopin.edu.pl/wp-content/uploads/fonoteka/old3/Plyty analogowe Muzyka polska UMFC.pdf
- 1169 różni wykonawcy: Przeboje Ryszarda Sielickiego (SXL)
- 1274 Andrzej Kurylewicz: Muzyka teatralna i filmowa 1977 (SX)
- 1287 Łucja Prus: Łucja Prus (SXL)
- 1345 Irena Jarocka: Gondolierzy znad Wisły 1975 (SX)
- 1349 Irena Jarocka: Gondolierzy znad Wisły 1975 (SXL)
- 1388 Wiktor Zatwarski: Wiktor Zatwarski (SX)
- 1422 Maryla Rodowicz: Sing-Sing 1976 (SX)
- 1424 Krzysztof Krawczyk: Rysunek na szkle 1976 (SX)
- 1427 Ptaki: Wśród ptaków (SX)
- 1429 Halina Kunicka: Od nocy do nocy 1977 (SX)
- 1496 Marek Grechuta, Maryla Rodowicz, Anawa: Szalona lokomotywa (SX)
- 1526 Irena Jarocka: Wigilijne życzenia 1977 (SX)
- 1552 Jacek Lech: Latawce porwał wiatr 1977 (SX)
- 1596 Halina Żytkowiak: Jestem tylko dziewczyną (SX)
- 1614 Krzysztof Klenczon: Powiedz stary gdzieś Ty był (SX)
- 1625 Krystyna Prońko: Deszcz w Cisnej (SX)
- 1629 Krzysztof Krawczyk: Jak minął dzień (SX)

- 1669 Irena Santor 1978 (SX)
- 1676 różni wykonawcy: Disco Chelsea (SX)
- 1680 Irena Jarocka: Być narzeczoną twą 1978 (SX)
- 1730 Kazimierz Kowalski, Orkiestra PRiTV w Łodzi: Arie i piosenki (SX)
- 1768 Krakowska Szmelcpaka: Krakowska Szmelcpaka (SX)
- 1783 Krzysztof Cugowski: Wokół cisza trwa 1979 (SX)
- 1785 Piotr Figiel: Ensemble (SX)
- 1801 The Geoff Love Orchestra And Singers: Adios 1978 (SX)
- 1820 Budka Suflera: Na brzegu światła 1978 (SX)
- 1821 Breakout: Żagiel Ziemi 1980 (SX)
- 1836 Anna Jantar: Anna Jantar 1980 (SX)
- 1857 Kombi: Kombi 1980 (SX)
- 1859 Krzysztof Krawczyk: Dla mojej dziewczyny (SX)
- 1860 Jan Wojdak & Wawele: Zostań z nami melodio 1980 (SX)
- 1875 Urszula Sipińska: Są takie dni w tygodniu / Kolorowy film 1980 (SX)
- 1912 Krzak: Blues Rock Band 1981 (SX)
- 1921 Bogusław Mec: Nie biegnij tak (SX)
- 1999 Kapela Czerniakowska: Kapela Czerniakowska 1980 (SX)
- 2118 Krzysztof Cugowski & Cross: Podwójna twarz 1984 (SX)
- 2132 Marek Grechuta: Śpiewające obrazy 1981 (SX)
- 2148 Krzak: Paczka 1983 (SX)
- 2170 Różni wykonawcy: La Cumparsita. Zatańczmy jeszcze raz (SX 2170)
- 2258 Zbigniew Penherski Kroniki mazurskie II: na orkiestrę symfoniczną i taśmę magnetofonową  hór i Orkiestra Polskiego Radia i Telewizji w Krakowie; Jerzy Katlewicz, dyr. (SX)https://chopin.edu.pl/wp-content/uploads/fonoteka/old3/Plyty analogowe Muzyka polska UMFC.pdf
- 2305 Krzysztof Krawczyk: Don’t Leave Me (SX).
- 2389 F.A. Guilmant Symphony No. 1 in D-minor op. 42 - J.G. Rheinberger concerto no. 2 in G-minor op.177 (Marek Kudlicki organy, Jerzy Katlewicz dyrygent)
- 2408 (SX) Zygmunt Mycielski XIII Psalm: na chór, orkiestrę i baryton / Andrzej Hiolski, baryton; Chór i Orkiestra Polskiego Radia i TV w Krakowie; Jerzy Katlewicz, dyr. P 9341, P 11983, Warszawska Jesień 1984, PN Muzahttps://chopin.edu.pl/wp-content/uploads/fonoteka/old3/Plyty analogowe Muzyka polska UMFC.pdf

### Płyty winylowe Z-SX
- Z-SX 762 HZA Słoneczni Harcerska watra – Antologia piosenki harcerskiej.

### Płyty winylowe ZL
Płyty wydane przez Polskie Nagrania.
- ZL-472 różni wykonawcy: Chemicy dla delegatów VI Kongresu Związków Zawodowych 19.VI.1967
- ZL-495 różni wykonawcy: Amatorskie zespoły Związku Zawodowego Chemików
- ZL-516 Józef Myszka: Józef Myszka z Błazin i jego zespół
- ZL-520 różni wykonawcy: Amatorskie zespoły piosenką i muzyką witają 50-lecie ZZCH
- ZL-529 różni wykonawcy: W górniczym rytmie
- ZL-531 różni wykonawcy: X lat Petrochemii Płock
- ZL-543 różni wykonawcy: W górniczym rytmie 2.

### Płyty winylowe SLP
Płyty wydane przez Wifon.
- SLP 4001/4002 różni wykonawcy: Lato Muminków (bajka dla dzieci, 1978)
- SLP 4003 Józef Skrzek: Pamiętnik Karoliny (1979)
- SLP 4004 Maryla Rodowicz: Cyrk nocą (1979)
- SLP 4005/4006 Andrzej Rosiewicz: UFO/Żniwo (1980)
- SLP 4007 Hanna Banaszak: Summertime (1980)
- SLP 4008/4009 Wojciech Młynarski: Szajba (1980)
- SLP 4010 Porter Band: Helicopters (1979)
- SLP 4011 Sława Przybylska: Związek przyjacielski (1979)
- SLP 4012 różni wykonawcy: Apolejka i jej osiołek, O Klaruni-koronczarce i o zimowych wróżkach (bajki dla dzieci)
- SLP 4013 różni wykonawcy: Szewczyk Dratewka, Dobra to chatka gdzie mieszka matka, Stoliczku nakryj się, Baśń o ziemnych ludkach (bajki dla dzieci)
- SLP 4014 różni wykonawcy: Ośla skórka (bajka dla dzieci)
- SLP 4015 Kazimierz Kowalski: Słowiańska dusza
- SLP 4016 Eleni: Buzuki disco (1980)
- SLP 4017 różni wykonawcy oraz Krystyna Prońko, Teresa Haremza: Kolęda Nocka (1981).

### Płyty winylowe M (Musicorama)
- M-0001 Maanam: O! (1982, producent: Poljazz Warszawa)
- M-0002 John Porter: China Disco (1982, producent: Poljazz Warszawa)
- M-0003 Mech: Bluffmania (1983, producent: Poljazz Warszawa)
- M-0004 Krystyna Prońko: Krystyna Prońko (1983, producent: Poljazz Warszawa)
- M-0005 Jerzy Rybiński: Ulica marzeń (1984, producent: Poljazz Warszawa)
- M-0006 Issiael: Biada, biada, biada (1985, producent: Poljazz Warszawa)
- M-0007 John Porter: Magic Moments (1983, producent: Poljazz Warszawa)
- M-0008 Elżbieta Mielczarek: Blues koncert (1983, producent: Poljazz Warszawa)
- M-0009 Martyna Jakubowicz: Maquillage (1983, producent: PSJ Oddział w Krakowie)
- M-0010 Tomasz Szwed: Hej! (1984, producent: Poljazz Warszawa)
- M-0011 Tomasz Stańko: C.O.C.X. (1983, producent: Poljazz Warszawa)
- M-0012 Anna Maria Stańczyk: Polish Romance
- M-0013 Laboratorium: No.8 (1984, producent: Poljazz Warszawa)
- M-0014 Kazimierz Kowalski: O każdej porze słońce (1985, producent: Poljazz Warszawa)
- M-0015 Izrael: Nabij faję (1986, producent: Poljazz Warszawa)
- M-0016 Józef Skrzek: Podróż w krainę wyobraźni (1984, producent: Poljazz Warszawa)
- M-0017 Osjan: Roots (1983, producent: Poljazz Warszawa)
- M-0018 Gawęda: Uliczka Babci (producent: Poljazz Warszawa)
- M-0019 Krystyna Prońko, Wojciech Gogolewski: Kolędy (1984, producent: Poljazz Warszawa)
- M-0021 Kwartet Jorgi: Niechaj tańczy Cernunnos (1985, producent: Poljazz Warszawa)
- M-0022 Maciej Zembaty: Alleluja – Ballady Leonarda Cohena (1985, licencja: Poljazz Warszawa).

### Płyty winylowe PLP
Płyty wydane samodzielnie przez Pronit.
- PLP 0001 Irena Jarocka: Irena Jarocka 1982
- PLP 0002 Eleni: Grecja raz jeszcze 1983
- PLP 0003 różni wykonawcy: Spotkanie dobrych znajomych 1983
- PLP 0004 Bajm: Bajm 1983
- PLP 0005 Kazimierz Kowalski: Kolędy i pastorałki 1986
- PLP 0006 HZA Słoneczni: Harcerska watra – Antologia piosenki harcerskiej
- PLP 0007 Halina Kunicka: Co się stało 1984
- PLP 0008 Zdzisława Sośnicka: Realia 1984
- PLP 0009 Eleni: Muzyka Twoje imię ma 1985
- PLP 0010 Banda i Wanda: Mamy czas 1985
- PLP 0012 Gayga: Gayga & DIN 1985
- PLP 0013 Klincz: Gorączka 1985
- PLP 0014 Rinko Kobayashi: Chopiniana
- PLP 0015 Leokadia i Bernard Ładysz: Jesienny sen – Ballady i romanse rosyjskie 1985
- PLP 0016 Alex Band: Straight on 1985
- PLP 0017 różni wykonawcy: Kolędy 1984
- PLP 0018 różni wykonawcy: Przeboje Pronit 1984
- PLP 0019 Marek i Vacek: Marek i Vacek Again 1987
- PLP 0020 Super Duo: Super Duo 1987
- PLP 0021 Anna German: Jesteś moją miłością 1984
- PLP 0022 różni wykonawcy: Polskie kapele ludowe – 1 1980
- PLP 0023 różni wykonawcy: Polskie kapele ludowe – 2 1980
- PLP 0024 Bajm: Martwa woda 1985
- PLP 0025 Voo Voo: Voo Voo 1986
- PLP 0026 Andrzej Rybiński: Andrzej Rybiński 1986

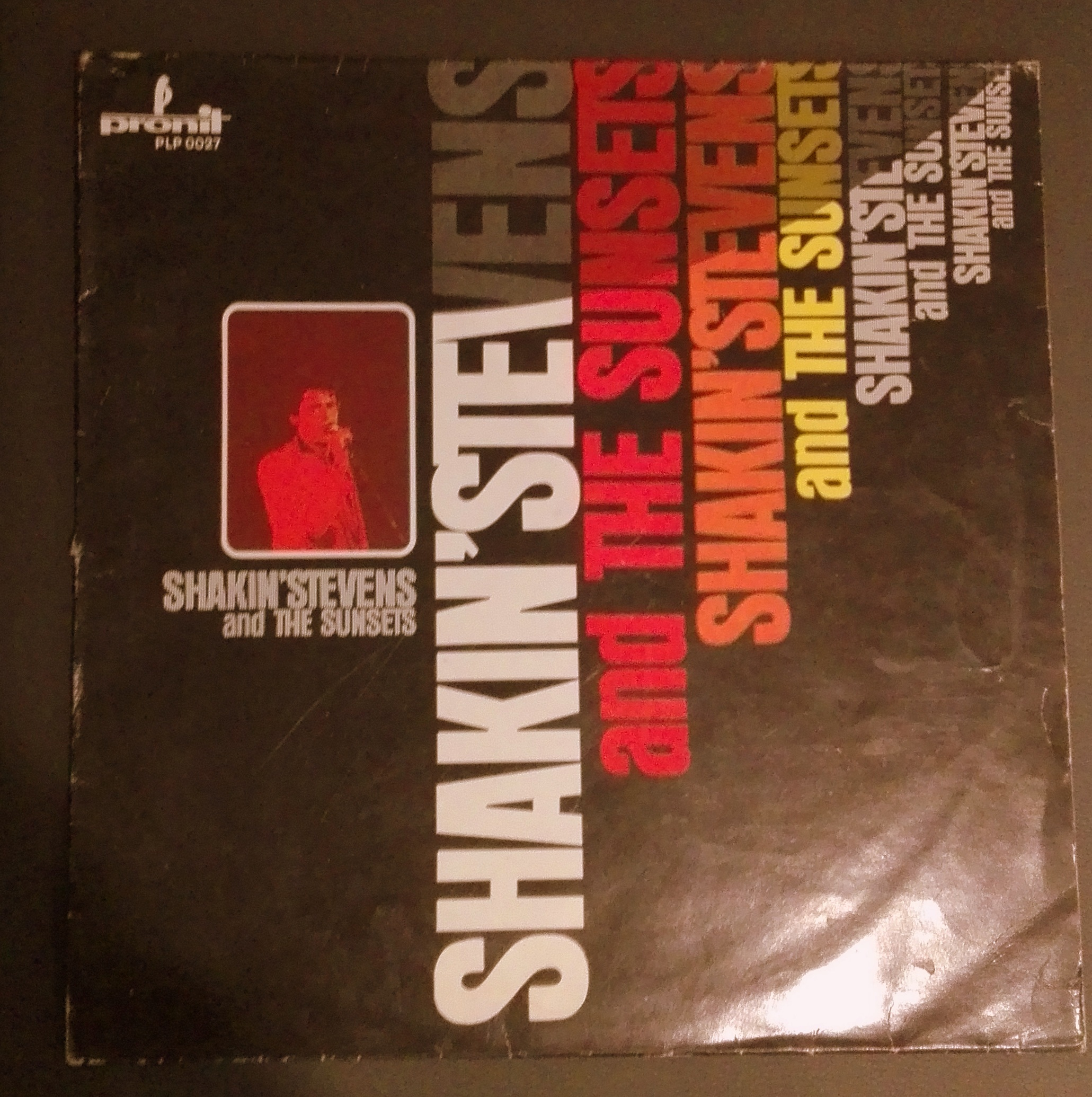
Okładka wydanej przez Pronit płyty długogrającej PLP 0027 Shakin’ Stevens

- PLP 0027 Shakin’ Stevens: In The Beginning 1986
- PLP 0028 Faithful Breath: Gold’n’Glory 1984
- PLP 0029 Cross Fire: Second Attack 1984
- PLP 0030 Steelover: Glove Me 1984
- PLP 0031 Wały Jagiellońskie: Dziękujemy za umożliwienie 1985
- PLP 0032 Trubadurzy: Przeboje 1986
- PLP 0033 Jolanta Arnal: Jola Arnal 1985
- PLP 0034 Jan Jakub Należyty: Recital 1985
- PLP 0035 Edyta Geppert: Recital – Live 1986
- PLP 0036 różni wykonawcy: Back-Stage Pass 1986
- PLP 0037 Turbo: Kawaleria Szatana 1986
- PLP 0038 Kurt Riemann: Electronic Nightworks 1985
- PLP 0039 Hanoi Rocks: Rock & Roll Divorce 1986
- PLP 0040 Eleni: ...10 1986
- PLP 0041 Violetta Villas: Violetta Villas 1986
- PLP 0042 Jacek Skubikowski: Złe słowa 1986
- PLP 0043 Dżem: Zemsta nietoperzy 1987
- PLP 0044 Jan Wojdak & Wawele: Na strunach gitary 1986
- PLP 0045 Kat: Metal and Hell 1986
- PLP 0046 Jerzy Połomski: Nie płaczmy nad sobą 1986
- PLP 0047 Kazimierz Gierżod: Chopin Ogiński Paderewski Różycki Szymanowski
- PLP 0048 Demba Conta: Monkey Business 1987
- PLP 0049/0050 Marek & Vacek: The Last Concert 1987
- PLP 0051 Kwartet Jorgi: Kwartet Jorgi 1987
- PLP 0052 Voo Voo: Sno-powiązałka 1987
- PLP 0053 The Dudis: The Dudis 1987
- PLP 0054 Jerzy Rybiński: Nasz podwójny świat 1987
- PLP 0055 Kazimierz Kowalski: Arie operowe i operetkowe – Ill Maestro di Cappella
- PLP 0056 Paulos Raptis: Paulos Raptis 1987
- PLP 0057 Orion: Fresh 1987
- PLP 0058 Jerry Lee Lewis: Golden Rock’n’Roll Hits 1987
- PLP 0060 Władysław Komendarek: Dotyk chmur 1987
- PLP 0061 Bob Marley & The Wailers: Bob Marley & The Wailers 1987
- PLP 0062 Willie Nelson & David Allan Coe: Willie & David 1987
- PLP 0063 różni wykonawcy: Dyskoteka Pana Jacka 1988
- PLP 0064 różni wykonawcy: Legiony to... 1988
- PLP 0065 Bruce & Bongo: The Geil Album 1987
- PLP 0066 Dada: Dada 1987
- PLP 0067 Krzysztof Krawczyk: Kolędy i pastorałki 1987
- PLP 0068 Klincz: Jak lodu bryła 1988
- PLP 0069 Lucky Seven: Get Lucky 1987
- PLP 0070 Wały Jagiellońskie: ORS Wały Jagiellońskie 1987
- PLP 0071 Voo Doo: Heavy Metal Voo Doo 1987
- PLP 0072 Danuta Mizgalska: Okruchy wspomnień 1988
- PLP 0073 Krzysztof Krawczyk: Pokochaj moje marzenia – Country album 1987
- PLP 0074 Lombard: Kreacje 1988
- PLP 0075 Armia: Armia 1988
- PLP 0076 Tuxedomoon: Ship of Fools 1988
- PLP 0077-1 Perfect: Live April 1’1987 vol.1 1987
- PLP 0077-2 Perfect: Live April 1’1987 vol.2 1987
- PLP 0077-3 Perfect: Live April 1’1987 vol.3 1987
- PLP 0078 Elżbieta Adamiak & Andrzej Poniedzielski: Live 1988
- PLP 0079 różni wykonawcy: Metalmania ’87 – 1 1988
- PLP 0080 różni wykonawcy: Metalmania ’87 – 2 1988
- PLP 0081 różni wykonawcy: Metalmania ’87 – 3 1988
- PLP 0082 Moskwa: Moskwa 1989
- PLP 0083 różni wykonawcy: Salieri, Mozart, Marcello
- PLP 0084 Dziecięcy Zespół „7”: Kosmiczne trawy
- PLP 0085 Żurawli: Żurawli
- PLP 0086 Gardenia: Gardenia 1988
- PLP 0087 Alan Michael: Alan Michael 1988
- PLP 0088 Janusz Rewiński: Zadyma 1988
- PLP 0089 Rick Wakeman: Live at Hammersmith 1988
- PLP 0090 różni wykonawcy: Piosenki z plecaka Tik-Taka 1988
- PLP 0091 Maanam: Sie ściemnia 1989
- PLP 0092 Maciej Zembaty: Greatest Hits, czyli ostatnia posługa 1989
- PLP 0093 Paulos Raptis: Po prostu miłość 1989
- PLP 0094 różni wykonawcy: Rock’n’Roll Greats 1988
- PLP 0095 Turbo: Ostatni wojownik 1988
- PLP 0096 KSU: Pod prąd 1989
- PLP 0097 Róże Europy: Krew Marilyn Monroe 1989
- PLP 0098 Daab: Daab III 1989
- PLP 0099 Bajka: Poszukiwanie Mr. Baja 1989
- PLP 0100 Billy Ocean: Love Really Hurts Without You 1989
- PLP 0101 Kazimierz Kowalski: Ach zgrzeszyć z tobą 1989
- PLP 0102 różni wykonawcy: Boogie Blues – Women Sing And Play Boogie Woogie 1989
- PLP 0103 różni wykonawcy: Piano Singer’s Blues 1989
- PLP 0104 Dinah Washington: Wise Woman Blues 1989
- PLP 0105 Stalin Staccato: Stalin Staccato – Poland '88, Live 1989
- PLP 0106 John Porter: It’s a Kid’s Life 1990
- PLP 0107/0108 Kabaret TEY: Najlepiej nam było przed wojną 1990
- PLP 0109 Robinson Cruzoe: Robinson Cruzoe 1990
- PLP 0111 Kat: Oddech wymarłych światów 1988
- PLP 0112 Iwona Niedzielska: Polubisz to 1990
- PLP 0113 różni wykonawcy: Metalmania '89 1990
- PLP 0114 Stos: Stos 1989
- PLP 0115 Ya Hozna: Ya Hozna 1990
- PLP 0116 IRA: IRA 1990
- PLP 0117/0118 różni wykonawcy: Lambada 1989
- PLP 0119 Roy Orbison: A Legend In Time 1990
- PLP 0120 Krystyna Prońko: Album 1990
- PLP 0121 Ewa Bem: Ten najpiękniejszy świat 1990
- PLP 0122 Władysław Komendarek: Hibernacja nr 1 1990
- PLP 0123 Eleni: Wakacyjny flirt 1990
- PLP 0124 Marlena Drozdowska: Bajadera plaża 1990
- PLP 0125 Bielizna: Wiara, nadzieja, miłość i inwigilacja 1990
- PLP 0126 Stare Dobre Małżeństwo: Dla wszystkich starczy miejsca 1990
- PLP 0127 Grzegorz Wawrzyszak: On 1989
- PLP 0128 Roxette: Look Sharp! 1990
- PLP 0129 Julio Iglesias: Raices 1990
- PLP 0130 Liza Minnelli: Results 1990.

## EP – minialbumy winylowe („czwórki”) N
- N-0003 René Glaneau – Piosenki Paryża: Ou es-tu mon amour; Car Je t’aime / Sous les ponts de Paris; C’est magnifique
- N-0027 (a) Wiesława Frejmanówna: Uliczki w Sewilli, Rumba Ho; (b) Janusz Gniatkowski: Paryż śni, Wrocławskie gwiazdy
- N-0032 Orkiestra Salonowa Stanisława Łódzkiego – Najpiękniejsze walce: Wiedeńskie dziewczęta, Wiener Praterleben, Fale Dunaju, Moonlight Night An The Alster.
- N-0055 Str.A Johann Strauss: „Tysiąc i jedna noc” (walc parafraza) wykonawca Władysław Kędra -fortepian; str. B Ciprian Porlubescu BALLADA
- N-0061 Piosenka Stara jak świat nr 3: Santa Lucia, Capri/ Błękitne bolero, Śpij kochanie
- N-0063 (a) Janusz Gniatkowski: Apossionata, Samba; (b) Lidia Czarska: Tak, czy nie, Wiosną kwitną tu kasztany
- N-0070 Sława Przybylska i Chór Czejanda: (a) San Domingo, Daleka podróż; (b) Pucybut z Rio, Cyrk Jedzie
- N-0080 Jerzy Połomski: Piosenka dla nieznajomej; Diabelski młyn / Pewnego dnia; Modern Boogie
- N-0085 Maciej Koleśnik, Sława Przybylska: Komu piosenkę; Nieprawda / Ludmiła Jakubczak Alabama
- N-0095 Jerzy Połomski – śpiew, Zespół Instrumentalny K. Turewicza: Piosenka stara jak świat Nr 2 (a) Szkoda Twoich łez dziewczyno, Już nie zapomnisz mnie; (b) Pamietam Twoje oczy, Młodym być i więcej nic
- N-0101 Rene Glaneu – śpiew, Przeboje Świata: (a) Bambino, Luna Rossa; (b) Mandolino, Avril au Portugal
- N-0102 Sława Przybylska (a), Chór Czejanda (a,b), Barbara Barska (a,b), Orkiestra Taneczna PR Dyr. K Turewicz (a,b): Rewia piosenek Nr. 1 Quirino con sus tres, Słoneczny zegar; Balbina, Słowa purpurowe
- N-0107 Ludmiła Jakubczak: Tylko raz; Boogie boa / Rosita jest zła; Dla ciebie kolczyki z gwiazd, 1961
- N-0128 Halina kowalewska i Maciej Koleśnik – (a) Warszawa da się lubić, W niedzielę nad Wisłą; (b) Na katarynce, Głęboka studzienka
- N-0132 Wiesława Drojecka – śpiew, Orkiestra PR dyr. S. Rachoń: (a) Marjolaine, Trochę wiosny jesienią; (b) To wcale nie jest ważne, Milczenie
- N-0140 Bogusław Wyrobek: (a) Diana, Tailhouse Rock; (b) Love me, Two hound dogs
- N-0142 H. Kowalewska, M. Koleśnik – śpiew, Zespół Instrumentalny K. Turewicza – Piosenki dawnej Warszawy: (a) Dintojra, Maleńki znak; (b) Wlazł kotek, Bielany
- N-0148 Zespół Taneczny I. Bogajewicza: (a) Dwa gołąbki, Olividar; (b) Taniec meksykański „Bajao”, Niebieski autokar
- N-0154 (a) Kalina Jędrusik, Rena Rolska: Mój pierwszy bal, Nie proszę o miłość; (b) Irena Santor: Ciemny wiatr, Dziwny ogród
- N-0160 Zespół Instrumentalny K. Turewicza; (a) Słynne Tanga: La cumparsita, Adios muchachos, La paloma, El chocio, Illusion, Plegaria, Tango bolero; (b) Słynne walce: Łyżwiarze, Fale Dunaju, Na falach, Księżniczka Czardasza, Fale Amuru, Francois, Na stokach Mandżurii
- N-0162 (a) Bogusław Wyrobek: First in line, Dixieland Rock; (b) E.Charles: Alexander’s Ragtime Band, Darktown Strutters’ Ball
- N-0177 (a) Bożena Grabowska – śpiew, Zespół Instrumentalny J. Mazurkiewicza; Cha-Cha Flamingo, Near You; (b) Zbigniew Rawicz – śpiew, Zespół Instrumentalny W. Machana: Srebrna noc, Mój poemat
- N-0203 Rena Rolska – śpiew, Orkiestra R. Damrosza: (a) Co nam przyniesie ta noc, Powiedz mamo; (b) Jeszcze sie zastanów, Samotne oczekiwanie
- N-0205 Czerwono-Czarni: Mary Lou (Hello Mary Lou); Sad Eyes / Cowboy Story; Ballada (There’s a Goldmine in the Sky)
- N-0207 Jeannie Johnstone – Kiss of fire, I’love you baby, April in Paris, My bonnie-dixieland.
- N-0216 New Orleans Stompers: Under The double Eagle, I’m not rougch/ Jazz me blues, Melba Rag
- N-0222 Węgierski Zespół Taneczny: Buona Sera, Signorina – tango, Konstantinopol / Orkiestra Taneczna „Optymiści”, Zespół Górkiewicza i Skowrońskiego: Fiesta Cubana – rumba, Mysterioso – slowfox
- N-0237 Danuta Rinn, Bogdan Czyżewski: Biedroneczki są w kropeczki; Grześ i Róża / Ona ma 20 lat; Twardy orzech
- N-0238 Michaj Burano, Czerwono-Czarni: Wezmę w drogę złoty księżyc; Oczy czarne / Madame, Madame; La chanson d’orphée
- N-0244 Marino Marini ed il suo Quartetto: Bella bella bambina, Vestita di rosso/ Petronio cha cha cha, Moliendo cafe
- N-0251 Niebiesko-Czarni – Na swojską nutę (1): Głęboka studzienka; Kawaliry / Wiem jo wiem; Gdybyś to tak miała
- N-0257 Karin Stanek, Czerwono-Czarni: Chłopiec z gitarą; Wio, kary / Piosenka o warkoczykach; Gaz, panie szofer
- N-0266 Mieczysław Wojnicki: (a) Nie płacz, kiedy odjadę, Dwaj przyjaciele; (b) Signorina Musica, Pepe
- N-0296 Czesław Niemen, Niebiesko-Czarni: Locomotion; Czy mnie jeszcze pamiętasz / Wiem, że nie wrócisz; Tylko mów mi o tym
- N-0314 Rena Rolska: Nie wolno mi; Dziś jest kto inny / Pocałuj mnie choć jeden raz; Zwykła rzecz
- N-0323 Violetta Villas: Przyjdzie na to czas; Czterdzieści kasztanów / Józek; Pucybut z Rio
- N-0325 Czesław Niemen, Niebiesko-Czarni, z tow. „Błękitnych pończoch”: Czas jak rzeka, Ach te oczy, Nie bądź taki „bitels”, Ptaki śpiewają „kocham”
- N-0329 Jerzy Połomski: Pożegnalny koncert; Słuchaj mnie / Fantazja; Nowa miłość
- N-0342 Jerzy Połomski: Jeśli chcesz, podaruję ci księżyc; To ten walczyk nasz / Warszawskie dziewczyny; Przyszłaś do mnie jak piosenka
- N-0345 Piotr Szczepanik: (a) Puste koperty, Lepiej nie pytaj; (b) Goniąc kormorany, Niedomówienia

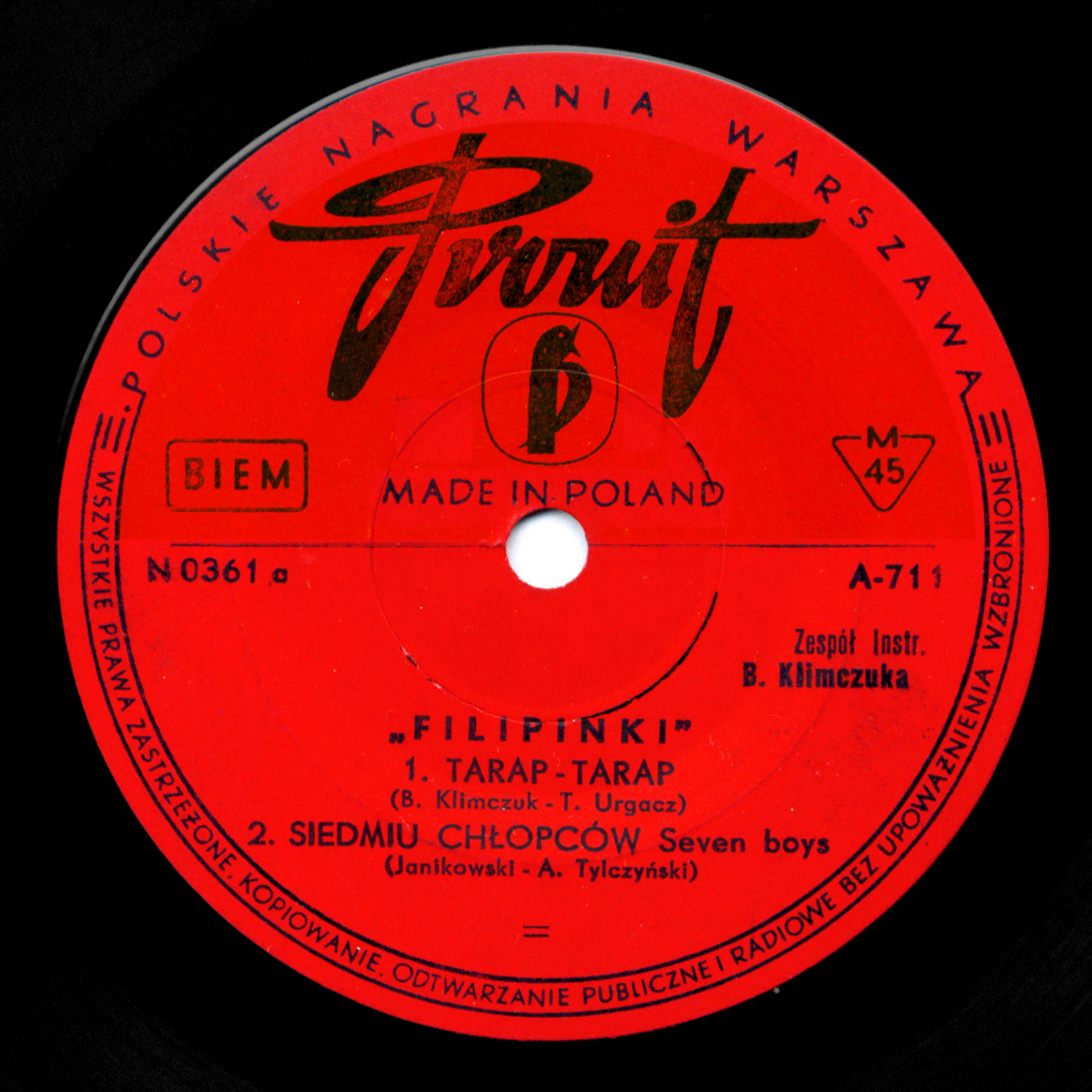
Etykieta, strona A minialbumu zespołu Filipinki „Tarap – Tarap”

- N-0361 Filipinki: Tarap – Tarap; Siedmiu chłopców / To ma być miłość; Ballada o kimś dalekim
- N-0371 Danuta Rinn: Właśnie tego dnia; Każdy człowiek ma swój dzień / Panienka z lusterka; Tylko przyjdź
- N-0405 Tercet egzotyczny: (a) O Izabello, Pamelo żegnaj; (b) Kogut Don Josego, Rodeo
- N-0423 Blackout: Julia; Te bomby lecą na nasz dom / Gdzie on tam i ty; Daj psu kość
- N-0440 Zespół Instrumentalny Rozgłośni Gdańskiej Polskiego Radia: Serwus Panie chief; Barwy dnia / Wczorajszy dzień; Nadmorskie skarpy
- N-0454 Kwartet Warszawski: Murowane przeboje; Sikawka / Zazdrość o sen; Czterech starych kawalerów
- N-0459 Czerwone Gitary: Wolny wieczór; Jak mi się podobasz / Nad morzem; Jak wędrowne ptaki
- N-0460 Rena Rolska: Piosenka o niebieskich ptakach; Dzieli nas kieliszek wina / A ja nie pójdę spać; Czy dziś zobaczę cię
- N-0466 Rena Rolska: Dwudziestu trzech; Esteta / Gość z zaświatów; Dziwny pan
- N-0505 Sława Przybylska: Zielone liście drzew; Zanim wróci wiatr / Stara ballada; Wierzysz? Nie wierzysz?
- N-0557 Marek Grechuta, Anawa: Serce / Niepewność; Tango Anawa

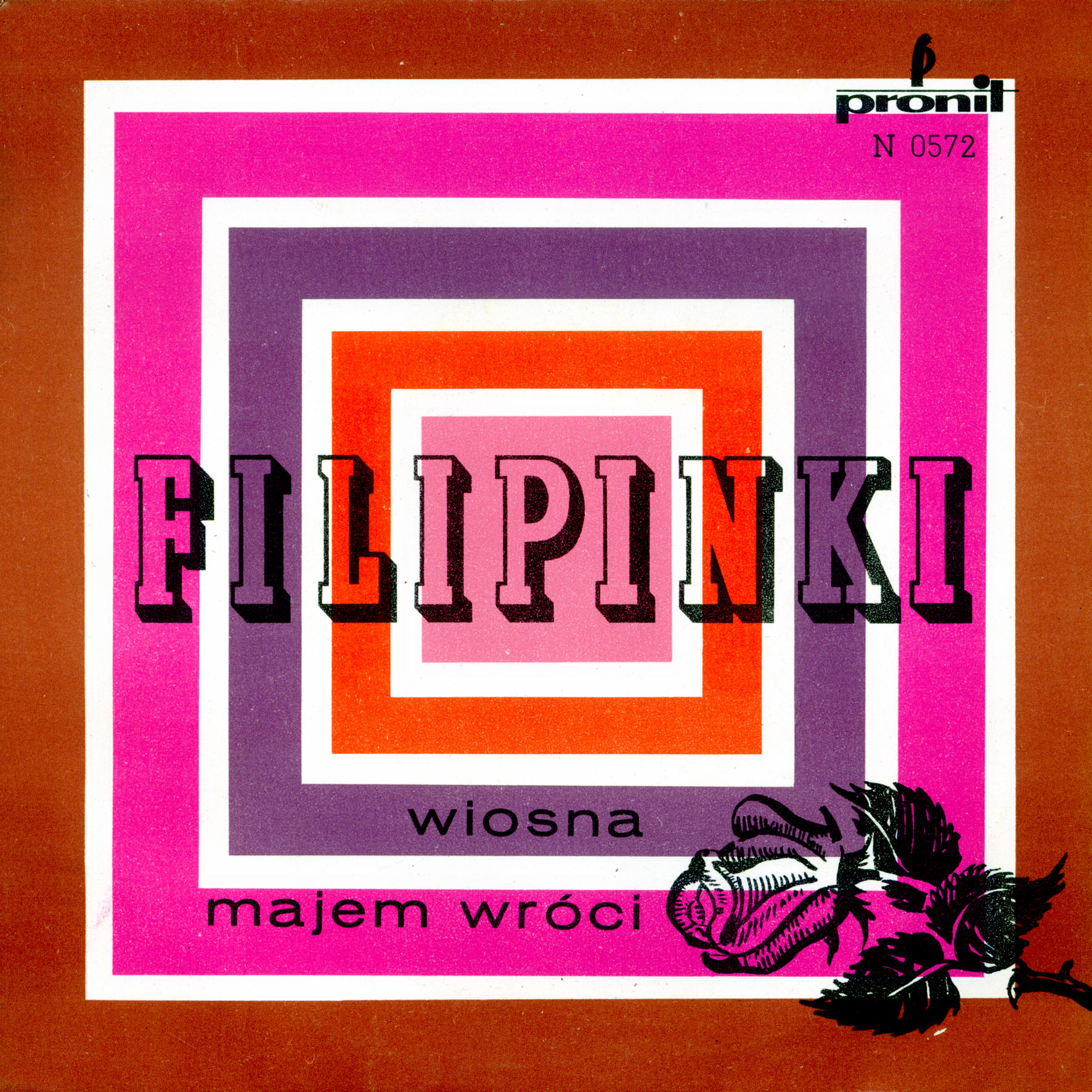
Okładka płyty winylowej zespołu Filipinki „Wiosna majem wróci”

- N-0572 Filipinki Wiosna majem wróci
- N-0586 Klan: Gdzie jest człowiek; Z brzytwą na poziomki / Nie sadźcie rajskich jabłoni; Automaty
- N-0601 Quorum: (a) Ach, co to był za ślub, Dalekie kraje; (b) Tylko w snach, Sen Ogrodów
- N-0611 Respekt: Górnik-gola!; Cały kraj / Dziura; Daleko przed siebie
- N 0620 Trubadurzy: Nie ocieraj łez; Brzydal / Wiera, Wiera, czarne oczy miałaś; Gdzie jest ten dzień
- N-0635 Waldemar Kocoń: Nie zostawiaj mnie samego; Wyznanie najcichsze / Jedyny dom; Już nie mam serca
- N-0661 Halina Kunicka: Człowiek czeka; Zapiszemy naszą miłość / Jeszcze nie raz; Bodajbym cię była nigdy nie spotkała
- N-0664 Lucyna Arska – Romanse cygańskie: Cyganie; Odejdź już / Janczary; Hej tam pod lasem
- N-0665 Amazonki: Dla tych co na morzu; Oczy czarne – parafraza / A mnie w to graj; Umówmy się tak...
- N-0668 Tadeusz Ross: (a) Słońce w kapeluszu, Do człowieka; (b) Coś we mnie gra, Dziadzio i wnuczek
- N-0680 Jarema Stępowski: Z expresiakiem w kieszeni; Na zielonych Bielanach / Beztroski chłopak; Gdyby nie piwo
- N-0686 Stenia Kozłowska, zespół instr. R. Poznakowskiego: Butterfly; Tajemniczy pan / Ech, wspomnienia; Odczekaj

- ZSN–745 Wołosatki – Bieszczadzki koncert: Bieszczadzki koncert; Wędrowanie / Wiatry zielone; Wakacje w Bieszczadach, 1981
- ZSN–746 Wołosatki – Bieszczadzki koncert: Oczekiwanie; Bieszczadzkie lato w kaloszach / Dokąd iść...; Do widzenia, 1981.

## Single winylowe

### Single winylowe SP
- SP-8 Ludmiła Jakubczak: Szeptem (utwór)Szeptem / Do widzenia Teddy, 1961
- SP-13 Ryszard Damrosz: Crescendo / Argentyńska serenada
- SP-34 Jerzy Połomski: Czerwona czapeczka / Cisza
- SP-45 Zofia Szumer, Zbigniew Frankiewicz: PELU hawajska melodia ludowa / Marsz hawajski
- SP-49 Sopot '62: Dinah Kaye – The Night has a Message for Inez (Gorącą nocą) / Anica Zubowic – This Unuttered Abandon (To się nie da powiedzieć)
- SP-50 Festival International de la chanson Sopot 1962: Anita Traversi: Dis-moi, dis-moi/ Lise Rollan: Attendons Encore
- SP-54 Michaj Burano – Sorrento / Bogusław Wyrobek – You Are My Destiny
- SP-55 Duet Egzotyczny: Tu Solo Tu / Dom włóczęgów
- SP-57 Violetta Villas: To mówią marakasy / Spójrz prosto w oczy
- SP-64 Brigitte Petry: When the Saints Go Marchin’In / Swinging School
- SP-67 Czesław Niemen: Adieu Tristesse / El soldado de Levita
- SP-67 Niebiesko-Czarni: Red River Rock / Czesław Niemen: El soldado de Levita (druga wersja singla SP-67)
- SP-68 Niebiesko-Czarni: Red River Rock / Bernard Dornowski: The Twist
- SP-68 Czesław Niemen: Adieu Tristesse / Bernard Dornowski: The Twist (druga wersja singla SP-68)
- SP-71 Jerzy Połomski: Arlekin / Co mówi wiatr
- SP-74 Wojciech Gąssowski: Whole Lot of Shaking Goin’ on / Sailor
- SP-75 Renè Glaneau: Catherine / Le twist de Schubert
- SP-78 Hungarian Club Quarted: Bernardine / Banio Boy
- SP-81 Sława Przybylska: Tbiliso / Noc wie o wszystkim
- SP-84 Niebiesko-Czarni – Niebiesko-Czarni w rytmie madisona (instr.): Madisona czas zacząć / Pa di bi di Madison
- SP-85 Edward Czerny: Wieczorny spacer / Powroty
- SP-86 Bolesław Buławka: Płacz moje serce / Zielone liście
- SP-91 Jerzy Połomski: Amor, mon amour my love / Tadeusz Woźniakowski: Giovane, Giovane, Giovane
- SP-96 Wiesława Drojecka: Al di la / Marinai donne guai
- SP-99 Tamara Mjansarowa – Sopot '63: Niech zawsze będzie słońce / To nie sen
- SP-101 Barbara Muszyńska: Morze / Musisz przyjść
- SP-106 Tadeusz Woźniakowski
- SP-107 Bogusław Wyrobek: Liszt-twist / I Could Dance All Night
- SP-111 Urszula Dudziak: Pójdę wszędzie z tobą / Gdy ty się śmiejesz
- SP-112 Barbara Krafftówna: Uśmiechnij się, jutro będzie lepiej / Łukasz
- SP-114 Katarzyna Sobczyk: O mnie się nie martw / Był taki ktoś
- SP-119 Louis Armstrong: All of Me / The Memphis Blues
- SP-122 Jerzy Połomski Ben Akiba/To wina Kopernika
- SP-128 Andrzej Tomecki: Ja tylko patrzę / Moja piękna żona
- SP-132 Pesymiści: Szklana góra / Maria Elena
- SP-133 Danuta Rinn i Bogdan Czyżewski: Nosił wilk / A dlaczego, a dlaczego
- SP 134 Regina Bielska: Nocą w Belgradzie / Kamyk w pantofelku
- SP-139 Niebiesko-Czarni: Taka była moja dziewczyna / Idzie dysc
- SP-141 Skaldowie: Jutro odnajdę ciebie / Moja czarownica
- SP-142 Ryszard Lisiecki: Zielone oczy Anny / Kawalerowie: Kiedy dziewczyna mówi nie
- SP-144 Czerwone Gitary: To właśnie my / Nie mów nic
- SP-148 Tajfuny: Zachodni wiatr/ Zespół Zbigniewa Antoszewskiego: Bonanza
- SP-156 Niebiesko-Czarni i Wojciech Korda: Płynie Wisła / Niebiesko-Czarni i Bernard Dornowski: Kawaliry
- SP-157 Irena Santor: Halo Warszawo! / To miłość się spóźniła
- SP-161 Siostry Panas: Pożegnajmy marzenia / Wakacyjna piosenka
- SP-162 Marian Zacharewicz: Nie ma gitary / Wojciech Gąssowski: Świat bez ciebie
- SP-166 No To Co: Zielony mosteczek / Krowi dzwonek
- SP-168 Czerwone Gitary: Nie zadzieraj nosa / Randka z deszczem
- SP-169 Katarzyna Sobczyk, Czerwono-Czarni: Mały książę / Ani mi się śni
- SP-170 Czerwono-Czarni, Toni Keczer: Ten pierwszy dzień / Czerwono-Czarni, Karin Stanek: Tato kup mi dżinsy
- SP-172 Toni Keczer: Wiatr nie zawsze wieje w oczy / Maria Figiel: Trudno mieć szesnaście lat
- SP-173 Skaldowie: Zabrońcie kwitnąć kwiatom / Nocne tramwaje
- SP-174 Niebiesko-Czarni: Raz ją spotkałem... / Powiedz, jak mnie kochasz...'
- SP-176 Edward Hulewicz: Siała baba mak / Wojciech Gąssowski, Roman Hoszewski: Tylko wróć
- SP-177 Czerwono-Czarni: Zakochani są sami na świecie / Passaty: Gdyby tak zmienił się świat
- SP-179 Toni Keczer, Czerwono-Czarni: Siedemnaście milionów / Cygańska wróżba
- SP-180 Trubadurzy: Znamy się tylko z widzenia / Chcę po twoich poznać oczach
- SP-181 Skaldowie: Dwudzieste szóste marzenie / Śpiewam bo muszę
- SP-182 Skaldowie: Nie całuj mnie pierwsza / Zawołam na pomoc wszystkie ptaki
- SP-185 Niebiesko-Czarni, Wojciech Korda: Ty i ja i noc / Niebiesko-Czarni, Adrianna Rusowicz: Czekam na miłość
- SP-186 Niebiesko-Czarni: Mamy dla was kwiaty / Hej, idzie chłopiec młody
- SP-187 Blackout: Zaśpiewam ci tak / Nie zobaczysz moich łez
- SP-189 No To Co: Żegnaj Tom / Alleluja
- SP-191 Breakout: Gdybyś kochał, hej! / Za siódmą górą
- SP-193 Wiślanie 69: Kazaczok / Stenia Kozłowska: Daj mi świat
- SP-195 Sława Przybylska: Pamiętasz była jesień / Na Francuskiej
- SP-197 Sława Przybylska: Już nigdy / Gorącą nocą
- SP-198 Karin Stanek: Chłopiec z gitarą / Filipinki: Wala twist
- SP-204 Piotr Janczerski: Ballada ratuszowego zegara/ Czerwone Gitary: Dziewczyna z moich snów
- SP-205 Danuta Rinn: Właśnie tego dnia / Alibabki: Czarny kot
- SP-208 Tercet Egzotyczny: W górach Sierra Maestra / Pamelo, żegnaj
- SP-209 Tercet Egzotyczny: Stary Gaucho / W małej hacjendzie
- SP-210 Violetta Villas: Do ciebie Mamo / Józek
- SP-211 Violetta Villas: Uśmiechem miłość się zaczyna / Spójrz prosto w oczy
- SP-212 Violetta Villas: Przyjdzie na to czas / Jak nie to nie
- SP-213 Niebiesko-Czarni: Smutny list / Żegnaj karnawale
- SP-214 Niebiesko-Czarni: Zostały mi tylko twoje listy / Czy będziesz sama dziś wieczorem
- SP-222 Czerwone Gitary: Czy słyszysz co mówię/Randka z deszczem
- SP-223 Czerwone Gitary Śledztwo zakochanego / Matura
- SP-225 Piotr Figiel Trudno mieć szesnaście lat / Siostry Panas: Zły chłopak
- SP-226 Skaldowie: Weź mnie ze sobą / Jarmark
- SP-227 Piotr Janczerski, Niebiesko-Czarni: Pożar w Kwaśniewicach / Kalendarz o tym wie
- SP-228 Niebiesko-Czarni: Nocny alarm / Niebiesko-Czarni, Helena Majdaniec: Powiedz, jak mnie kochasz
- SP-230 Tercet Egzotyczny: La Paloma / Trzy serca
- SP-231 Niebiesko-Czarni: Nie mów jej / Hej, idzie chłopiec młody
- SP-232 Sława Przybylska: Taka jestem zakochana / Słowo daję, że nie
- SP-233 Stenia Kozłowska: Czy to walc / Zorba
- SP-234 Katarzyna Sobczyk, Czerwono-Czarni: Opowiedz mi swoją historię / Napiszę do ciebie z dalekiej podróży
- SP-235 No To Co: Te opolskie dziouchy / Kocham swoje miasto
- SP-236 No To Co: Po ten kwiat czerwony / Z tamtej strony lądu
- SP-237 Stan Borys, Bizony: Spacer dziką plażą / Nasze wędrowanie
- SP-238 Trubadurzy: Ej, sobótka, sobótka / Dziewczyna i pejzaż
- SP-239 Trubadurzy: Uśmiechajcie się dziewczęta / Tatrzańska zimowa baśń
- SP-240 Breakout: Poszłabym za tobą / Na drugim brzegu tęczy
- SP-249 Piotr Szczepanik, Zespół Studia Rytm: Kochać
- SP-250 Piotr Szczepanik, Ricercar 64: Puste koperty
- SP-278 Ali-babki: Kwiat jednej nocy
- SP-324 Trubadurzy: Tańczyć z tobą / Kochana
- SP-325 Trubadurzy: Księżycu pomóż / Zakochali się Trubadurzy
- SP-326 Trubadurzy: Cóż wiemy o miłości / Twarzą w twarz
- SP-327 Halina Frąckowiak: Za mną nie oglądaj się / Droga do gwiazd
- SP-330 Wiślanie 69: Chcę wierzyć twoim słowom / Czy nawet kilku dni nie chcesz podarować mi?
- SP-335 Ali-babki: To ziemia / Pajacyk
- SP-336 Ali-babki: Nie żądam wiele / Może cię spotkam
- SP-339 Niebiesko-Czarni: Na betonie kwiaty nie rosną / Zostało mi po tobie
- SP-340 Niebiesko-Czarni: Bądź ty mi dziewczyną / To nic, że mnie okłamał
- SP-343 No To Co: Hej bystra woda / W naszej wiosce uciechy
- SP-344 No To Co: Ballada o kataryniarzu / Lubię patrzeć w twoje oczy
- SP-346 ABC: Oj czekam, ja czekam / Napisz proszę
- SP-350 Dana Lerska – Ucz się śmiać z przegranej: O miłości, o młodości / Przegapiłam
- SP-387 Sylwia Klejdysz-Petersburska: Dziecięce sny / Czas już synku
- SP-456 Violetta Villas: Do ciebie mamo / Czerwone Gitary: Co za dziewczyna
- SP-471 Halina Kunicka: Ach panie, panowie / Dobra rzeko
- SP-547 Jadwiga Strzelecka: Jeszcze za wcześnie, jeszcze nie teraz
- SP-554 Łucja Prus: Szedł chłopiec ze swoją dziewczyną / Twój portret
- SP-567 Bogdana Zagórska: Zawsze wiosną zakochani
- SP-644 Irena Jarocka – WP SF In Tokyo '76: Odpływają kawiarenki / Przeczucie

### Single winylowe SPP
- SPP-0001 Klincz: Plamy na słońcu / Jak to smakuje
- SPP-0002 Zdzisława Sośnicka: Uczymy się żyć bez końca / Realia
- SPP-0003 Bajm: Ściany mają uszy, uszy znakomite / Diabelski krąg
- SPP-0004 Gayga: Zabierz mnie do piekła / Chodzę, stoję, siedzę, leżę
- SPP-0005 Banda i Wanda: Podróżni bez biletu (Mamy czas) / Kochaj mnie miły
- SPP-0006 John Porter: Still in Warsaw / Magic Moments
- SPP-0007 Izrael: Rastaman nie kłamie / Powstańcie wojownicy
- SPP-0008 Klincz: Latarnik / Flesz
- SPP-0009 Zespół „Gawęda”: Przylądek Dobrej Nadziei / Kupię ci pęczek rzodkiewek
- SPP-0010 Jan Jakub Należyty: Najlepsza woda z kałuży / Clown
- SPP-0011 Izrael: Nie poddawaj / Fajka pokoju
- SPP-0012 Maciej Zembaty – Ballady Leonarda Cohena: Tańcz mnie po miłości kres / Goście
- SPP-0013 Voo Voo: Wizyta I/Faza II
- SPP-0014 Wały Jagiellońskie: Raczej optymistycznie / Serce na pętli
- SPP-0015 Wały Jagiellońskie – Tango Mexico: Tango Mexico / Konkwista
- SPP-0016 Karolina Poznakowska: Balonówka z Coca-Colą / Hop na top
- SPP-5001 Alex Band: Piłka w grze / Krzysztof Krawczyk: Piłka w grze.

### Single winylowe ZS
- ZS-0608 Danuta Michałowska: Relaks 1 / Relaks 2.